# Lista așilor aviației germane din cel de-al Doilea Război Mondial
Lista de mai jos prezintă așii Luftwaffe din cel de-al Doilea Război Mondial
      Asteriscul * (asterisk), indică faptul că pilotul a fost Ucis în luptă/Killed in action (KIA), dispărut în luptă/Missing in action (MIA), a decedat datorită rănilor/Died of wounds (DOW) sau a murit în accident aviatic/killed in a flying accident (KIFA).

### A
| Nume                     | Rang                          | Nr. victorii aeriene                        | Unitate                     | Note                                                    |
| ------------------------ | ----------------------------- | ------------------------------------------- | --------------------------- | ------------------------------------------------------- |
| Heinz-Günther Adam       | Leutnant Locotenent           | 7                                           | JG 26                       |                                                         |
| Horst Ademeit*           | Major Maior                   | 166                                         | JG 54                       | Crucea de cavaler cu frunze de stejar KIA 7 august 1944 |
| Walter Adolph*           | Hauptmann Căpitan             | 24 (+1 în Spania; +4 victorii neconfirmate) | JG 27, JG 26                | Crucea de cavaler KIA 18 septembrie 1941                |
| Heinrich-Wilhelm Ahnert* | OberFeldwebel Plutonier major | 57                                          | JG 52                       | Crucea de cavaler KIA 15 august 1942                    |
| Peter Ahrens             | Leutnant Locotenent           | 11                                          | JG 26                       |                                                         |
| Johann Aistleitner*      | Hauptmann Căpitan             | 12                                          | JG 26                       | KIA 14 ianuarie 1944                                    |
| Egon Albrecht*           | Hauptmann Căpitan             | 25                                          | ZG 76, SKG 210, ZG 1, JG 76 | Crucea de cavaler KIA 25 august 1944                    |
| Rudolf Alf*              | OberFeldwebel Plutonier major | 12                                          | JG 2                        | KIFA 26 noiembrie 1944                                  |
| Ernst-George Altnorthoff | Oberleutnant locotenent major | 11                                          | JG 27                       |                                                         |
| Alfred Ambs              | Leutnant Locotenent           | 7                                           | JG 7                        |                                                         |
| Peter Andel              | Leutnant Locotenent           | 6                                           | JG 26                       |                                                         |
| Ernst Andres*            | Oberleutnant locotenent major | 28                                          | NJG 2, NJG 4                | Crucea de cavaler KIA 11 February 1945                  |
| Lorenz Andreson          |                               | 8                                           | JG 5                        |                                                         |
| Heinz Arnold*            | OberFeldwebel Plutonier major | 49                                          | JG 5, JG 7                  | KIA 17 aprilie 1945                                     |
| Rudolf Artner            |                               | 20                                          | JG 5                        |                                                         |
| Hans-Heinz Augenstein*   | Hauptmann Căpitan             | 46                                          | NJG 1                       | Crucea de cavaler KIA 7 decembrie 1944                  |
| Jakob Augustin*          | Leutnant Locotenent           | 15                                          | JG 2                        | MIA 15 iulie 1942                                       |

### B
| Nume                      | Rang                                      | Nr. victorii aeriene             | Unitate                                | Note                                                       |
| ------------------------- | ----------------------------------------- | -------------------------------- | -------------------------------------- | ---------------------------------------------------------- |
| Sophus Baagoe*            | Hauptmann Căpitan                         | 14                               | ZG 76                                  | Crucea de cavaler KIA 14 mai 1941                          |
| Werner Baake              | Hauptmann Căpitan                         | 41                               | NJG 1                                  | Crucea de cavaler                                          |
| Emil Babenz               | OberFeldwebel Plutonier major             | 24                               | JG 26                                  |                                                            |
| Herbert Bachnick*         | Leutnant Locotenent                       | 80                               | JG 52                                  | Crucea de cavaler KIA 7 august 1944                        |
| Johann Badum*             | Leutnant Locotenent                       | 54                               | JG 77                                  | Crucea de cavaler KIA 12 ianuarie 1943                     |
| Jens Bahnsen*             | Feldwebel Plutonier                       | 18                               | JG 27, JG 53                           |                                                            |
| Günther Bahr              | OberFeldwebel Plutonier major             | 37                               | NJG 6                                  | Crucea de cavaler                                          |
| Hans-Joachim Bahr         |                                           | 7                                | JG 5                                   |                                                            |
| Wilhelm Balthasar*        | Major Maior                               | 47(+7 în Spania)                 | JG 27, JG 3, JG 2, JG 1                | Crucea de cavaler cu frunze de stejar KIA 3 iulie 1941     |
| "Pritzel" Heinrich Bär    | Oberst Colonel                            | 220                              | JG 51, JG 77, JG 1, JG 3, EJG 2, JV 44 | Crucea de cavaler cu frunze de stejar și săbii             |
| Herbert Bareuther*        | Leutnant Locotenent                       | 55                               | JG 51, JG 3                            | German Cross in Gold KIA 30 aprilie 1945                   |
| "Gerd" Gerhard Barkhorn   | Major Maior                               | 301                              | JG 2, JG 52, JG 6, JV 44               | Crucea de cavaler cu frunze de stejar și săbii             |
| Heinrich Bartels*         | OberFeldwebel Plutonier major             | 99                               | JG 5, JG 27                            | Crucea de cavaler KIA 23 decembrie 1944                    |
| Franz Barten*             | Hauptmann Căpitan                         | 52                               | JG 51, JG 53                           | Crucea de cavaler KIA 4 august 1944                        |
| Erich Bartz               | Unteroffizier                             | 30                               | JG 51                                  |                                                            |
| "Willi" Wilhelm Batz      | Major Maior                               | 237                              | JG 52                                  | Crucea de cavaler cu frunze de stejar și săbii             |
| Helmut Baudach*           | OberFeldwebel Plutonier major             | 20                               | JG 2 EKdo 262 Kdo Nowotny JG 7         |                                                            |
| Konrad Bauer              | Oberleutnant locotenent major             | 57                               | JG 51, JG 3, JG 300                    | Crucea de cavaler                                          |
| Viktor Bauer              | Oberst Colonel                            | 106                              | JG 3                                   | Crucea de cavaler                                          |
| Ludwig Becker*            | Hauptmann Căpitan                         | 46                               | NJG 11                                 | Crucea de cavaler cu frunze de stejar                      |
| Karl-Heinz Becker         | Feldwebel Plutonier                       | 7                                | NJG 11                                 |                                                            |
| Martin Becker             | Hauptmann Căpitan                         | 58                               | NJG 4, NJG 6                           | Crucea de cavaler cu frunze de stejar                      |
| Paul Becker               | Leutnant Locotenent                       | 20                               | JG 27                                  |                                                            |
| Friedrich Beckh*          | Oberst ColonelLeutnant Locotenent         | 48                               | JG 51, JG 52                           | Crucea de cavaler KIA 21 iunie 1942                        |
| Franz-Josef Beerenbrock   | Leutnant Locotenent                       | 117                              | JG 51                                  | Crucea de cavaler cu frunze de stejar                      |
| Artur Beese               | Oberleutnant locotenent major             | 22                               | JG 26                                  |                                                            |
| Wilhelm Beier             | Oberleutnant locotenent major             | 38                               | NJG 2, NJG 1                           | Crucea de cavaler                                          |
| Heinrich Beirwirth        |                                           |                                  |                                        |                                                            |
| Hans Beißwenger*          | Oberleutnant locotenent major             | 152                              | JG 54                                  | Crucea de cavaler cu frunze de stejar MIA 6 martie 1943    |
| Ludwig Bellof             | OberFeldwebel Plutonier major             | 25                               |                                        | Crucea de cavaler                                          |
| Helmut Belser*            | Hauptmann Căpitan                         | 36                               | JG 53                                  | Crucea de cavaler KIA 19 iunie 1942                        |
| Karl-Heinz Bendert        | Oberleutnant locotenent major             | 55                               | JG 27, JG 104                          | Crucea de cavaler                                          |
| Helmut Bennemann          | Oberst ColonelLeutnant Locotenent colonel | 93                               | JG 52, JG 53                           | Crucea de cavaler                                          |
| Anton Benning             | Leutnant Locotenent                       | 28                               | JG 106, JG 301                         | Crucea de cavaler                                          |
| Sigfried Benz             | Leutnant Locotenent                       | 6                                | JG 26                                  |                                                            |
| Helmut Bergmann           | Hauptmann Căpitan                         | 36                               | NJG 4, NJG 1                           | Crucea de cavaler                                          |
| Heinz-Edgar Berres*       | Hauptmann Căpitan                         | 53                               | JG 53                                  | Crucea de cavaler MIA 25 iulie 1943                        |
| Hans Berschwinger         | OberFeldwebel Plutonier major             | 20                               | NJG 1, NJG 2                           |                                                            |
| Günther Bertram           | Oberleutnant locotenent major             | 35                               | KG 4, NJG 100                          |                                                            |
| Otto Bertram              | Major Maior                               | 22(9 în Spania)                  | J/88, JG 2, JG 101, JG 6               | Crucea de cavaler                                          |
| Arthur Beth               |                                           | 16                               | JG 5                                   |                                                            |
| Erich Beulich             |                                           | 10                               | JG 5                                   |                                                            |
| Ernst Beutelspacher*      | Oberleutnant locotenent major             | 5                                | SG 2                                   | Crucea de cavaler KIA 22 iulie 1944                        |
| Gerhard Beutin*           | OberFeldwebel Plutonier major             | 60                               | JG 54                                  |                                                            |
| Franz Beyer*              | Major Maior                               | 81                               | JG 3                                   | Crucea de cavaler KIA 11 February 1944                     |
| Georg Beyer               | Hauptmann Căpitan                         | 8                                | JG 26                                  |                                                            |
| Heinz Beyer               | OberFeldwebel Plutonier major             | 33                               | JG 5                                   |                                                            |
| Heinz Birk                |                                           | 14                               | JG 5                                   |                                                            |
| Hans-Joachim Birkner*     | Leutnant Locotenent                       | 117                              | JG 52                                  | Crucea de cavaler KIFA 14 decembrie 1944                   |
| Emil Bitsch*              | Hauptmann Căpitan                         | 108                              | JG 3                                   | Crucea de cavaler KIA 15 martie 1944                       |
| Franz Blazytko            | OberFeldwebel Plutonier major             | 30                               | JG 27                                  |                                                            |
| Joachim Blechschmidt*     | Oberst ColonelLeutnant Locotenent colonel | 17                               | ZG 1                                   | Crucea de cavaler MIA 13 iulie 1943                        |
| Günther Bleckmann*        | Major Maior                               | 33                               | SG 1, SG 2                             | Crucea de cavaler KIA 1 iunie 1944                         |
| Günther Blömertz          | Leutnant Locotenent                       | 10                               | JG 26                                  |                                                            |
| Walter Blume              | Major Maior                               | 14                               | JG 26, JG 27                           |                                                            |
| Hans-Ekkehard Bob         | Major Maior                               | 60                               | JG 54, JG 3, JG 51, EJG 2, JV 44       | Crucea de cavaler                                          |
| Karl Böhm-Tettelbach      | Oberst ColonelLeutnant Locotenent colonel | 10                               | ZG 26                                  |                                                            |
| Ernst Börngen             | Hauptmann Căpitan                         | 41                               | JG 27                                  | Crucea de cavaler                                          |
| Oscar Bösch               |                                           | 18                               | JG 3                                   |                                                            |
| Wolfgang Böwing-Treuding* | Oberleutnant locotenent major             | 46                               | JG 51                                  | Crucea de cavaler KIA 11 February 1943                     |
| Paul Bohm                 |                                           | 6                                | NJG 2                                  |                                                            |
| Kurt Bohn                 | Feldwebel Plutonier                       | 5                                | JG 26                                  |                                                            |
| Helmut-Felix Bolz         | Major Maior                               | 20 (+3 în Spania)                | JG 2                                   |                                                            |
| Eckart-Wilhelm von Bonin  | Major Maior                               | 39                               | NJG 1                                  | Crucea de cavaler                                          |
| Hubertus von Bonin*       | Oberst ColonelLeutnant Locotenent colonel | 77(+4 în Spania)                 | JG 26, JG 52, JG 54                    | Crucea de cavaler KIA 15 decembrie 1943                    |
| Adolf Borchers            | Major Maior                               | 132                              | JG 51, JG 52                           | Crucea de cavaler                                          |
| Walter Borchers*          | Oberst ColonelLeutnant Locotenent colonel | 59                               | ZG 76, NJG 3, NJG 5                    | Crucea de cavaler KIA 6 martie 1945                        |
| Eberhard von Boremski     | Hauptmann Căpitan                         | 104                              | JG 3, EJG 1                            | Crucea de cavaler                                          |
| Karl Borris               | Major Maior                               | 43                               | JG 26                                  | Crucea de cavaler                                          |
| Ernst Börngen             | Major Maior                               | 38                               | JG 27                                  | Crucea de cavaler                                          |
| Hans-Joachim Borreck      | Unteroffizier                             | 5                                | JG 26                                  |                                                            |
| Franz Bozicek             |                                           | 5                                | JG 5                                   |                                                            |
| Felix-Maria Brandis*      | Oberleutnant locotenent major             | 18                               | JG 5                                   |                                                            |
| Kurt Brändle*             | Major Maior                               | 180                              | JG 53, JG 3                            | Crucea de cavaler cu frunze de stejar KIA 3 noiembrie 1943 |
| Paul Brandt               | Leutnant Locotenent                       | 30                               | JG 54                                  | Crucea de cavaler KIA 24 decembrie 1944                    |
| Walter Brandt             | Oberleutnant locotenent major             | 57                               | LG 2, JG 77, JG 3                      | Crucea de cavaler                                          |
| Peter Bremer              | OberFeldwebel Plutonier major             | 40                               | JG 54                                  |                                                            |
| Joachim Brendel           | Hauptmann Căpitan                         | 189                              | JG 51                                  | Crucea de cavaler cu frunze de stejar                      |
| Heinz Bretnütz*           | Hauptmann Căpitan                         | 37                               | JG 53                                  | Crucea de cavaler DOW 27 iunie 1941                        |
| Adolf Breves              | Hauptmann Căpitan                         | 17                               | NJG 1                                  |                                                            |
| Hugo Broch                | Leutnant Locotenent                       | 81                               | JG 54                                  | Crucea de cavaler                                          |
| Jürgen Brocke*            | Leutnant Locotenent                       | 42                               | JG 77                                  | Crucea de cavaler KIA 15 septembrie 1942                   |
| Herbert Broennle*         | Leutnant Locotenent                       | 58                               | JG 54                                  | Crucea de cavaler KIA 4 iulie 1943                         |
| Wendelin Breukel          | Leutnant Locotenent                       | 14                               | NJG 2, NJG 4                           |                                                            |
| Albert Brunner*           | OberFeldwebel Plutonier major             | 53                               | JG 5                                   | Crucea de cavaler KIA 7 mai 1943                           |
| Hermann Buchner           | Leutnant Locotenent                       | 58                               | SG 2, JG 7                             | Crucea de cavaler                                          |
| Max Bucholz               | Major Maior                               | 30                               | JG 3, JG 5, JG 101                     | Crucea de cavaler                                          |
| Harry von Bülow-Bothkamp  | Oberst Colonel                            | 18 (+6 în Primul Război Mondial) | JG 77, JG 2, NJG 101, NJG 105          | Crucea de cavaler                                          |
| Adolf Buhl*               | Oberleutnant locotenent major             | 7                                | LG 2                                   | KIA 27 septembrie 1940                                     |
| "Bu-Mann" Kurt Bühligen   | Oberst ColonelLeutnant Locotenent colonel | 112                              | JG 2                                   | Crucea de cavaler cu frunze de stejar și săbii             |
| Johannes Bunzek*          | Leutnant Locotenent                       | 75                               | JG 52                                  | Crucea de cavaler 11 decembrie 1943                        |
| Lutz-Wilhelm Burckhardt   | Hauptmann Căpitan                         | 69                               | JG 77, JG 1                            | Crucea de cavaler                                          |
| Alfred Burk               | Oberleutnant locotenent major             | 28                               | JG 52, JG 27                           |                                                            |
| Josef Bürschgens          | Hauptmann Căpitan                         | 10                               | JG 26                                  |                                                            |
| Erwin Busch               | Oberleutnant locotenent major             | 8                                | JG 26                                  |                                                            |
| Rudolf Busch              |                                           | 40                               | JG 51                                  |                                                            |
| Heinz Busse               | Oberleutnant locotenent major             | 22                               | JG 51                                  |                                                            |
| Erich Büttner*            | OberFeldwebel Plutonier major             | 8                                | EKdo 262, Kdo Nowotny, JG 7            | KIA 20 martie 1945                                         |
| Johannes Büttner          |                                           | 16                               | JG 51                                  |                                                            |
| Bruno Buzzi               |                                           | 9                                | JG 5                                   |                                                            |

### C
| Nume             | Rang                | Nr. victorii aeriene | Unitate      | Note                                                       |
| ---------------- | ------------------- | -------------------- | ------------ | ---------------------------------------------------------- |
| Horst Carganico* | Major Maior         | 60                   | JG 5         | Crucea de cavaler KIA 27 mai 1944                          |
| Georg Christl    | Major Maior         | 7                    | ZG 26, JG 10 | Crucea de cavaler                                          |
| Ernst Christof   | Feldwebel Plutonier | 9                    | JG 26        |                                                            |
| Emil Clade       | Hauptmann Căpitan   | 27                   | JG 27        |                                                            |
| Erwin Clausen*   | Major Maior         | 132                  | JG 77, JG 11 | Crucea de cavaler cu frunze de stejar KIA 4 octombrie 1943 |
| Max Clerico      |                     | 7                    | JG 54        |                                                            |
| Helmut Conter    | Leutnant Locotenent | 15                   | NJG 100      |                                                            |
| Heino Cordes     | Leutnant Locotenent | 62                   | JG 54        |                                                            |
| Wilhelm Crinius  | Leutnant Locotenent | 114                  | JG 53        | Crucea de cavaler cu frunze de stejar                      |
| Peter Crump      | Leutnant Locotenent | 31                   | JG 26        |                                                            |
| Franz Czech      | Feldwebel Plutonier | 60                   | JG 3         |                                                            |

### D
| Nume                 | Rang                          | Nr. victorii aeriene | Unitate                    | Note                                                               |
| -------------------- | ----------------------------- | -------------------- | -------------------------- | ------------------------------------------------------------------ |
| Paul-Heinrich Dähne* | Hauptmann Căpitan             | 99                   | JG 52, JG 1                | Crucea de cavaler                                                  |
| Walther Dahl         | Oberst Colonel                | 128                  | JG 3, JG 300               | Crucea de cavaler cu frunze de stejar                              |
| Hugo Dahmer          | Hauptmann Căpitan             | 57                   | JG 26, JG 5, JG 2          | Crucea de cavaler                                                  |
| Helmut Dahms         | OberFeldwebel Plutonier major | 24                   | NJG 100                    |                                                                    |
| Friedrich Dahn       |                               | 26                   | JG 5                       |                                                                    |
| Hans Dammers*        | Leutnant Locotenent           | 113                  | JG 52                      | Crucea de cavaler DOW 17 martie 1944                               |
| Emil Darjes          |                               | 82                   | JG 54                      |                                                                    |
| Rudi Dassow          | Leutnant Locotenent           | 22                   | ZG 76, JG 6                | Crucea de cavaler                                                  |
| Karl-Emil Demuth     |                               | 16                   | JG 1                       |                                                                    |
| Gustav Denk*         | Oberleutnant locotenent major | 67                   | JG 52                      | Crucea de cavaler KIA 13 February 1943                             |
| Adolf Dickfeld       | Oberst Colonel                | 136                  | JG 52, JG 2, JG 11         | Crucea de cavaler cu frunze de stejar                              |
| Erwin Diekwisch      | Hauptmann Căpitan             | 12                   | StG 1                      | Crucea de cavaler                                                  |
| Ulrich Diesing       | GeneralMajor Maior            | 15                   | ZG 1                       | Crucea de cavaler                                                  |
| Gottfried Ditze      | Leutnant Locotenent           | 5                    | JG 26                      |                                                                    |
| Fritz Dinger*        | Oberleutnant locotenent major | 67                   | JG 53                      | Crucea de cavaler KIA 27 iulie 1943                                |
| Hans Dipple          | Hauptmann Căpitan             | 19                   | JG 26                      |                                                                    |
| Hans Dirksen         | Feldwebel Plutonier           | 5                    | JG 26                      |                                                                    |
| Heinrich Dittlmann   | OberFeldwebel Plutonier major | 57                   | JG 51                      |                                                                    |
| Anton Döbele*        | Leutnant Locotenent           | 94                   | JG 54                      | Crucea de cavaler KIA 11 noiembrie 1943                            |
| Hans Döbrich         | Feldwebel Plutonier           | 65                   | JG 5                       | Crucea de cavaler                                                  |
| Georg Dörffel*       | Major Maior                   | 30                   | LG 2, SG 1, SG 4           | Crucea de cavaler cu frunze de stejar KIA 26 mai 1944              |
| Arnold Döring        | Leutnant Locotenent           | 23                   | KG 53, NJG 300, JG 3, JG 5 | Crucea de cavaler                                                  |
| Franz Dörr           | Hauptmann Căpitan             | 128                  | JG 5                       | Crucea de cavaler                                                  |
| Edgar Dörre          | Feldwebel Plutonier           | 9                    | JG 26                      |                                                                    |
| Kurt Dombacher       | Oberleutnant locotenent major | 68                   | JG 5, JG 51                | Crucea de cavaler                                                  |
| Hans Dortenmann      | Oberleutnant locotenent major | 38                   | JG 26, JG 54               | Crucea de cavaler                                                  |
| Heinrich Dreisbach   |                               | 16                   | JG 5                       |                                                                    |
| Martin Drewes        | Major Maior                   | 52                   | ZG 76, NJG 1               | Crucea de cavaler cu frunze de stejar                              |
| Ernst-Georg Drünkler | Hauptmann Căpitan             | 47                   | ZG 2, NJG 1, NJG 5         | Crucea de cavaler                                                  |
| Rudi Düding          |                               | 18                   | NJG 100                    |                                                                    |
| Ernst Düllberg       | Major Maior                   | 45                   | JG 3, JG 27, JG 76, JG 7   | Crucea de cavaler                                                  |
| Alfred Druschel*     | Oberst Colonel                | 7                    | LG 2, SG 1, SG 4           | Crucea de cavaler cu frunze de stejar și săbii MIA 1 ianuarie 1945 |
| Peter Düttmann       | Oberleutnant locotenent major | 150                  | JG 52                      | Crucea de cavaler                                                  |

### E
| Nume                         | Rang                          | Nr. victorii aeriene | Unitate                          | Note                                                       |
| ---------------------------- | ----------------------------- | -------------------- | -------------------------------- | ---------------------------------------------------------- |
| Karl Ebbighausen             | Hauptmann Căpitan             | 7                    | JG 26                            |                                                            |
| Heinz Ebeling                | Oberleutnant locotenent major | 18                   | JG 26                            | Crucea de cavaler                                          |
| Kurt Ebener                  | Oberleutnant locotenent major | 57                   | JG 3, JG 11                      | Crucea de cavaler                                          |
| Kurt Ebersberger             | Hauptmann Căpitan             | 27                   | JG 26                            |                                                            |
| Helmut Eberspächer           | Hauptmann Căpitan             | 7                    | SKG 10                           | Crucea de cavaler                                          |
| Manfred Eberwein             | Oberleutnant locotenent major | 56                   | JG 54                            |                                                            |
| Reinhold Eckardt*            | Oberleutnant locotenent major | 22                   | NJG 1, NJG 3                     | Crucea de cavaler KIA 30 iulie 1942                        |
| Franz Eckerle*               | Hauptmann Căpitan             | 59                   | JG 54                            | Crucea de cavaler cu frunze de stejar MIA 14 February 1942 |
| Georg-Peter Eder             | Major Maior                   | 78                   | JG 51, JG 26, JG 1, JG 2         | Crucea de cavaler cu frunze de stejar                      |
| Johannes Edmann              | OberFeldwebel Plutonier major | 5                    | JG 26                            |                                                            |
| Walter Ehle*                 | Major Maior                   | 39                   | NJG 1                            | Crucea de cavaler KIA 17 noiembrie 1943                    |
| Karl-Heinz Ehlen             | Leutnant Locotenent           | 7                    | JG 26                            |                                                            |
| Hans Ehlers*                 | Major Maior                   | 54                   | JG 3, JG 1                       | Crucea de cavaler KIA 27 decembrie 1944                    |
| Rudolf Ehrenberger*          | OberFeldwebel Plutonier major | 49                   | JG 53                            | Crucea de cavaler KIA 8 martie 1944                        |
| Heinrich Ehrler*             | Major Maior                   | 209                  | JG 5, JG 7                       | Crucea de cavaler cu frunze de stejar KIA 4 aprilie 1945   |
| Diethelm von Eichel-Streiber | Major Maior                   | 96                   | JG 1, JG 26, JG 51, JG 27, JV 44 | Crucea de cavaler                                          |
| Günther Eichhorn             |                               | 7                    | JG 5                             |                                                            |
| Heinrich Eickhoff            | Oberleutnant locotenent major | 6                    | JG 27                            |                                                            |
| Heinrich Graf von Einsiedel  | Oberleutnant locotenent major | 35                   | JG 3                             | German Cross in Gold                                       |
| Franz Eisenach               | Major Maior                   | 129                  | JG 54                            | Crucea de cavaler                                          |
| Xaver Ellenrieder            | Leutnant Locotenent           | 12                   | JG 26                            |                                                            |
| Franz Elles                  | Feldwebel Plutonier           | 5                    | JG 27                            |                                                            |
| Walter Engel                 | Hauptmann Căpitan             | 10                   | NJG 1, NJG 5                     | Crucea de cavaler                                          |
| Siegfried Engfer             | Oberleutnant locotenent major | 58                   | JG 3, JG 1                       | Crucea de cavaler                                          |
| Albert Espenlaub*            | OberFeldwebel Plutonier major | 14                   | JG 27                            |                                                            |
| Wolf-Udo Ettel*              | Oberleutnant locotenent major | 124                  | JG 3, JG 27                      | Crucea de cavaler cu frunze de stejar KIA 17 iulie 1943    |
| Heinz Ewald                  | Leutnant Locotenent           | 84                   | JG 5, JG 52                      | Crucea de cavaler                                          |
| Wolfgang Ewald               | Major Maior                   | 78 (+1 în Spania)    | JG 52, JG 3                      | Crucea de cavaler                                          |

### F
| Nume                       | Rang                          | Nr. victorii aeriene | Unitate             | Note                                                             |
| -------------------------- | ----------------------------- | -------------------- | ------------------- | ---------------------------------------------------------------- |
| Wolfgang Falck             | Oberst Colonel                | 7                    | ZG 1, NJG 1         | Crucea de cavaler                                                |
| Horst-Günther von Fassong* | Hauptmann Căpitan             | 136                  | JG 51, JG 11        | Crucea de cavaler KIA 1 ianuarie 1945                            |
| Hans-Joachim Fast          | Unteroffizier                 | 5                    | JG 26               |                                                                  |
| Leopold Fellerer           | Hauptmann Căpitan             | 41                   | NJG 1, NJG 5, NJG 6 | Crucea de cavaler                                                |
| Georg Fengler              | Oberleutnant locotenent major | 16                   | NJG 4               |                                                                  |
| Walter Fieser              |                               |                      |                     |                                                                  |
| Herbert Findeisen          | Hauptmann Căpitan             | 67                   | JG 54               | Crucea de cavaler                                                |
| Günter Fink*               | Hauptmann Căpitan             | 46                   | JG 54               | Crucea de cavaler KIA 15 mai 1943                                |
| August Fischer             | Hauptmann Căpitan             | 10                   | NJG 100             |                                                                  |
| Erwin Fleig                | Leutnant Locotenent           | 66                   | JG 51               | Crucea de cavaler                                                |
| Josef Flögel               | OberFeldwebel Plutonier major | 25                   | NJG 1               | Crucea de cavaler                                                |
| Otto Fönnekold*            | Oberleutnant locotenent major | 136                  | JG 52               | Crucea de cavaler KIA 31 august 1944                             |
| Hermann Förster*           | OberFeldwebel Plutonier major | 13                   | JG 27               |                                                                  |
| Josef Fözö                 | Major Maior                   | 27 (3 în Spania)     | JG 51, JG 108       | Crucea de cavaler                                                |
| Gustav Francsi             | Oberleutnant locotenent major | 56                   | NJG 100             | Crucea de cavaler                                                |
| Hans-Dieter FRang*         | Major Maior                   | 55                   | NJG 1               | Crucea de cavaler cu frunze de stejar KIFA 27/28 septembrie 1943 |
| Rudolf FRang*              | Leutnant Locotenent           | 45                   | NJG 3               | Crucea de cavaler cu frunze de stejar KIA 26/27 aprilie 1945     |
| Alfred FRange*             | Leutnant Locotenent           | 60                   | JG 53               | Crucea de cavaler KIA 9 septembrie 1942                          |
| Ludwig Franzisket          | Major Maior                   | 43                   | JG 27               | Crucea de cavaler                                                |
| Hans Frese                 | Leutnant Locotenent           | 44                   | JG 3                |                                                                  |
| Wilhelm Freuwörth          | OberFeldwebel Plutonier major | 58                   | JG 52, JG 26        | Crucea de cavaler                                                |
| Hugo Frey*                 | Hauptmann Căpitan             | 32                   | JG 11, JG 1         | Crucea de cavaler KIA 6 martie 1944                              |
| Siegfried Freytag          | Major Maior                   | 102                  | JG 77               | Crucea de cavaler                                                |
| Herbert Friebel            | Leutnant Locotenent           | 58                   | JG 51               | Crucea de cavaler                                                |
| Gerhard Friedrich*         | Major Maior                   | 33                   | NJG 1, NJG 4, NJG 6 | Crucea de cavaler KIA 16 martie 1945                             |
| Gustav Frielinghaus        | Hauptmann Căpitan             | 74                   | JG 3                | Crucea de cavaler                                                |
| Heinz de Fries             | OberFeldwebel Plutonier major | 10                   | NJG 100             |                                                                  |
| Hans-Jürgen Frölich        | Feldwebel Plutonier           | 5                    | JG 26               |                                                                  |
| Robert Fuchs               | OberFeldwebel Plutonier major | 23                   | JG 54               |                                                                  |
| Karl Fuchs                 | OberFeldwebel Plutonier major | 67                   | JG 54               |                                                                  |
| Heinrich Füllgrabe*        | Oberleutnant locotenent major | 67                   | JG 52               | Crucea de cavaler KIA 30 ianuarie 1945                           |
| Erich Führmann             | OberFeldwebel Plutonier major | 5                    | JG 11               |                                                                  |
| Ralph Furch                | Leutnant Locotenent           | 32                   | JG 51               |                                                                  |
| Hans Fuß*                  | Leutnant Locotenent           | 71                   | JG 3                | Crucea de cavaler KIFA 10 noiembrie 1942                         |

### G
| Nume                              | Rang                          | Nr. victorii aeriene | Unitate                     | Note                                                            |
| --------------------------------- | ----------------------------- | -------------------- | --------------------------- | --------------------------------------------------------------- |
| Pepi Gabl                         | OberFeldwebel Plutonier major | 38                   | JG 51                       |                                                                 |
| Otto Gaiser                       | Leutnant Locotenent           | 74                   | JG 51                       | Crucea de cavaler                                               |
| "Dolfo" Adolf Galland             | GeneralLeutnant Locotenent    | 104                  | JG 27, JG 26, JV 44         | Crucea de cavaler cu frunze de stejar, Swords and Diamonds      |
| Paul Galland*                     | Leutnant Locotenent           | 17                   | JG 26                       |                                                                 |
| Wilhelm-Ferdinand (Wutz) Galland* | Major Maior                   | 55                   | JG 26                       | Crucea de cavaler                                               |
| Bernd Gallowitsch                 | Major Maior                   | 64                   | JG 51, JG 7                 | Crucea de cavaler                                               |
| Josef Gärtner                     | OberFeldwebel Plutonier major | 6                    | JG 26                       |                                                                 |
| Wilhelm Gäth                      | Major Maior                   | 14                   | JG 26                       |                                                                 |
| Werner Gayko                      |                               | 13                   | JG 5                        |                                                                 |
| August Geiger*                    | Hauptmann Căpitan             | 54                   | NJG 1                       | Crucea de cavaler cu frunze de stejar KIA 29/30 septembrie 1943 |
| Friedrich Geisshardt*             | Hauptmann Căpitan             | 102                  | LG 2, JG 77, JG 26, JG 27   | Crucea de cavaler cu frunze de stejar KIA 6 aprilie 1942        |
| Hannes Gentzen                    | Major Maior                   | 18                   | JG 102                      |                                                                 |
| Dieter Gerhard                    | Oberleutnant locotenent major | 8                    | JG 1                        |                                                                 |
| Günther Gerhards                  |                               | 18                   | JG 52                       |                                                                 |
| Werner Gerhardt                   |                               | 13                   | JG 2, JG 1, JG 26           |                                                                 |
| Erich Gerlitz*                    | Major Maior                   | 18                   | JG 51, JG 27, JG 53, JG 5   |                                                                 |
| Werner Gerth*                     | Hauptmann Căpitan             | 27                   | JG 3, JG 300, JG 400        | Crucea de cavaler                                               |
| Paul Gildner*                     | Oberleutnant locotenent major | 48                   | NJG 1                       | Crucea de cavaler cu frunze de stejar KIFA 24/25 February 1943  |
| Gerhard Gleuwitz                  |                               | 13                   | JG 52                       |                                                                 |
| Rudolf Glockner                   | Oberleutnant locotenent major | 32                   | JG 5, JG 7                  | German Cross in Gold                                            |
| Adolf Glunz                       | Oberleutnant locotenent major | 71                   | JG 26, JG 7                 | Crucea de cavaler cu frunze de stejar                           |
| Franz Götz                        | Major Maior                   | 63                   | JG 53, JG 26                | Crucea de cavaler                                               |
| Hans Götz*                        | Hauptmann Căpitan             | 82                   | JG 54                       | Crucea de cavaler                                               |
| Heinz Golinski*                   | Feldwebel Plutonier           | 47                   | JG 53                       | Crucea de cavaler                                               |
| Gordon Gollob                     | Oberst Colonel                | 150                  | JG 3, JG 77                 | Crucea de cavaler cu frunze de stejar, Swords and Diamonds      |
| Kurt Goltzsch*                    | Oberleutnant locotenent major | 43                   | JG 2                        | Crucea de cavaler                                               |
| Heinz Gomann                      |                               | 12                   | JG 26, JG 7                 |                                                                 |
| Heinz Gossow                      | OberFeldwebel Plutonier major | 13                   | KG 33, JG 300, JG 301, JG 7 | Crucea de cavaler                                               |
| Heinz Gottlob                     |                               | 6                    | JG 26                       |                                                                 |
| Walter Grabmann                   | GeneralMajor Maior            | 6 (+7 în Spania)     | LG 1, ZG 76                 | Crucea de cavaler                                               |
| Hermann Graf                      | Oberst Colonel                | 212                  | JG 52, JG 11                | Crucea de cavaler cu frunze de stejar, Swords and Diamonds      |
| Hartmann Grasser                  | Major Maior                   | 103                  | JG 51                       | Crucea de cavaler cu frunze de stejar                           |
| Berthold Graßmuck*                | OberFeldwebel Plutonier major | 65                   | JG 52                       | Crucea de cavaler                                               |
| Karl Gratz                        | Leutnant Locotenent           | 138                  | JG 52, JG 2                 | Crucea de cavaler                                               |
| Hermann Greiner                   | Hauptmann Căpitan             | 50                   | NJG 1                       | Crucea de cavaler cu frunze de stejar                           |
| Heinz Grimm*                      | Leutnant Locotenent           | 27                   | NJG 1                       | Crucea de cavaler DOW 13 octombrie 1943                         |
| Alfred Grislawski                 | Hauptmann Căpitan             | 133                  | JG 52, JG 1                 | Crucea de cavaler cu frunze de stejar                           |
| Helmuth Grollmus*                 | Leutnant Locotenent           | 75                   | JG 54                       | Crucea de cavaler                                               |
| Fritz Gromotka                    | Leutnant Locotenent           | 29                   | JG 27                       | Crucea de cavaler                                               |
| Alfred Gross                      | Leutnant Locotenent           | 52                   | JG 54, JG 26                |                                                                 |
| Erich Groth                       |                               | 13                   | ZG 2, ZG 76                 |                                                                 |
| Viktor Gruber                     | Feldwebel Plutonier           | 10                   | JG 27                       |                                                                 |
| Hans Grünberg                     | Oberleutnant locotenent major | 82                   | JG 3, JG 52, JG 7 JV 44     | Crucea de cavaler                                               |
| Walter Grünlinger                 |                               | 7                    | JG 26                       |                                                                 |
| Josef Grimm                       | Unteroffizier                 | 5                    | JG 27                       |                                                                 |
| Gerhard Grzymalla                 |                               | 7                    | JG 26                       |                                                                 |
| Joachim Günther                   |                               | 11                   | JG 26                       |                                                                 |
| Hermann Guhl                      |                               | 15                   | LG 2, JG 26                 |                                                                 |
| Gerhard Guttmann                  |                               | 10                   | JG 26                       |                                                                 |

### H
| Nume                      | Rang                          | Nr. victorii aeriene | Unitate                           | Note                                                        |
| ------------------------- | ----------------------------- | -------------------- | --------------------------------- | ----------------------------------------------------------- |
| Friedrich Haas            | Leutnant Locotenent           | 74                   | JG 52                             | Crucea de cavaler                                           |
| Horst Haase*              | Major Maior                   | 56                   | JG 51, JG 3                       | Crucea de cavaler KIA 26 noiembrie 1944                     |
| Wilhelm Hachfeld*         | Hauptmann Căpitan             | 12                   | LG 2, JG 51, ZG 2                 | Crucea de cavaler KIFA 2 decembrie 1942                     |
| August Hachtel            | Oberleutnant locotenent major | 5                    | JG 400                            | Crucea de cavaler                                           |
| Joachim Hacker            | Leutnant Locotenent           | 32                   | JG 51                             |                                                             |
| Anton Hackl               | Major Maior                   | 192                  | JG 77, JG 11, JG 26, JG 300       | Crucea de cavaler cu frunze de stejar și săbii              |
| Heinrich "Heinz" Hackler* | Leutnant Locotenent           | 56                   | JG 77                             | Crucea de cavaler KIA 1 ianuarie 1945                       |
| Heinz-Martin Hadeball     | Hauptmann Căpitan             | 33                   | NJG 1, NJG 4, NJG 6, NJGr 10      | Crucea de cavaler                                           |
| Anton "Toni" Hafner*      | Oberleutnant locotenent major | 204                  | JG 51                             | Crucea de cavaler cu frunze de stejar KIA 17 octombrie 1944 |
| Ludwig Häfner*            | Leutnant Locotenent           | 52                   | JG 3                              | Crucea de cavaler KIA 10 noiembrie 1942                     |
| Johannes Hager            | Hauptmann Căpitan             | 48                   | NJG 1                             | Crucea de cavaler                                           |
| Hans "Assi" Hahn          | Major Maior                   | 108                  | JG 2, JG 54                       | Crucea de cavaler cu frunze de stejar                       |
| Hans Hahn*                | Leutnant Locotenent           | 13                   | NJG 2                             | Crucea de cavaler KIA 11/12 octombrie 1941                  |
| Hans von Hahn             | Major Maior                   | 34                   | JG 53, JG 1, JG 103               | Crucea de cavaler                                           |
| Josef Haiböck             | Hauptmann Căpitan             | 77                   | JG 26, JG 52, JG 3                | Crucea de cavaler                                           |
| Heinz Halstrick           |                               | 13                   | JG 5                              |                                                             |
| Joachim Hamer             | Leutnant Locotenent           | 35                   | JG 51                             |                                                             |
| Alfred Hammer             |                               | 26                   | JG 53                             |                                                             |
| Karl Hammerl*             | Leutnant Locotenent           | 67                   | JG 52                             | Crucea de cavaler MIA 2 martie 1943                         |
| Gotthard Handrick         | Oberst Colonel                | 10 (+5 în Spania)    | JG 26, JG 77                      | Gold medal at the 1936 Summer Olympics                      |
| Heinz Hanke               |                               | 9                    | JG 1                              |                                                             |
| Günther Hannak            | Hauptmann Căpitan             | 47                   | LG 2, JG 77, JG 27                | Crucea de cavaler                                           |
| Horst Hannig*             | Oberleutnant locotenent major | 98                   | JG 54, JG 2                       | Crucea de cavaler cu frunze de stejar KIA 15 mai 1943       |
| Jürgen Harder*            | Major Maior                   | 64                   | JG 53, JG 11                      | Crucea de cavaler cu frunze de stejar KIFA 17 February 1945 |
| Harro Harder              | Hauptmann Căpitan             | 22 (+11 în Spania)   | JG 53                             |                                                             |
| Hans Hartigs              | Oberleutnant locotenent major | 7                    | JG 26                             |                                                             |
| Andreas Hartl             | Feldwebel Plutonier           | 11                   | JG 302                            |                                                             |
| "Bubi" Erich Hartmann     | Major Maior                   | 352                  | JG 52, JG 53                      | Crucea de cavaler cu frunze de stejar, Swords and Diamonds  |
| Ludwig Hartmann           |                               | 10                   | JG 2                              |                                                             |
| Hans-Dieter Hartwein      |                               | 16                   | JG 5                              |                                                             |
| Horst Hasse               |                               | 82                   | JG 51, JG 3                       |                                                             |
| Helmut Haugk              | Hauptmann Căpitan             | 18                   | ZG 76, ZG 26                      | Crucea de cavaler                                           |
| Werner Haugk*             | Leutnant Locotenent           | 9                    | StG 77, ZG 76                     | Crucea de cavaler KIA 18 octombrie 1944                     |
| Wilhelm Hauswirth         | Feldwebel Plutonier           | 54                   | JG 52                             |                                                             |
| Alfred Heckmann           | Oberleutnant locotenent major | 71                   | JG 3, JG 26, JV 44                | Crucea de cavaler                                           |
| Günther Heckmann          | Leutnant Locotenent           | 20                   | JG 51, JG 1, JG 7                 |                                                             |
| Hubert Heckmann           |                               | 5                    | JG 1, JG 7                        |                                                             |
| Guenther Heeger           |                               |                      |                                   |                                                             |
| Alfred Heidel             |                               | 9                    | JG 27                             |                                                             |
| Joseph Heim*              | Gefreiter                     | 5                    | JG 7                              | KIA 10 aprilie 1945                                         |
| Friedrich Heimann         | OberFeldwebel Plutonier major | 30                   | JG 51                             |                                                             |
| Kurt Hein                 | Feldwebel Plutonier           | 8                    | JG 26                             |                                                             |
| Hans-Joachim Heinecke     | Hauptmann Căpitan             | 28                   | JG 27                             |                                                             |
| Engelbert Heiner*         | Oberleutnant locotenent major | 15                   | NJG 6                             | Crucea de cavaler KIA 18/19 martie 1945                     |
| Richard Heller*           | Leutnant Locotenent           | 22                   | ZG 26, ZG 10                      | Crucea de cavaler KIA 5 aprilie 1945                        |
| Bodo Helms                |                               | 6                    | JG 5                              |                                                             |
| Horst Hennig*             | Hauptmann Căpitan             | 7                    | KG 77, NJG 3                      | Crucea de cavaler KIFA 7/8 octombrie 1944                   |
| Eberhard Henrici          | Oberleutnant locotenent major | 7                    | JG 26                             |                                                             |
| Wilhelm Herget            | Major Maior                   | 73                   | ZG 76, NJG 3, NJG 1, NJG 4, JV 44 | Crucea de cavaler cu frunze de stejar                       |
| Hajo Herrmann             | Oberst Colonel                | 9                    | KG 4, KG 30, JG 300               | Crucea de cavaler cu frunze de stejar și săbii              |
| Kurt Hermann              |                               | 9                    | NJG 2                             |                                                             |
| Rolf Hermichen            | Major Maior                   | 64                   | JG 26, JG 11, JG 104              | Crucea de cavaler cu frunze de stejar                       |
| Isken Herrmann            |                               |                      |                                   |                                                             |
| Heinrich Heuser           | Feldwebel Plutonier           | 5                    | JG 26                             |                                                             |
| Hans-Joachim Heyer*       | Leutnant Locotenent           | 53                   | JG 54                             | Crucea de cavaler KIA 9 noiembrie 1942                      |
| Otto-Heinrich Hilleke     | Leutnant Locotenent           | 6                    | JG 26                             |                                                             |
| Ernst-Erich Hirschfeld*   | Oberleutnant locotenent major | 24                   | JG 300, JG 54                     | Crucea de cavaler KIA 28 iulie 1944                         |
| Heinz-Horst Hißbach*      | Hauptmann Căpitan             | 34                   | NJG 2                             | Crucea de cavaler KIA 15 aprilie 1945                       |
| Walter Höckner*           | Major Maior                   | 68                   | JG 77, JG 26, JG 1, JG 4          | Crucea de cavaler KIFA 25 august 1944                       |
| Heinrich Höfemeier*       | Oberleutnant locotenent major | 96                   | JG 51                             | Crucea de cavaler KIA 7 august 1943                         |
| Georg Höhn                |                               | 6                    | JG 5                              |                                                             |
| Jürgen Hörschelmann       | Oberleutnant locotenent major | 44                   | JG 3                              |                                                             |
| Anton Horwick*            | OberFeldwebel Plutonier major | 27                   | NJG 2, NJG 7                      | Crucea de cavaler KIA 19 February 1945                      |
| Friedrich Hoffmann*       | Leutnant Locotenent           | 11                   | JG 27                             |                                                             |
| Gerhard Hoffmann*         | Leutnant Locotenent           | 125                  | JG 52                             | Crucea de cavaler KIFA 17 aprilie 1945                      |
| Reinhold Hoffmann*        | Leutnant Locotenent           | 67                   | JG 54                             | Crucea de cavaler KIA 24 mai 1944                           |
| Karl Hoffmann             |                               | 70                   | JG 52                             |                                                             |
| Heinrich Hoffmann*        | OberFeldwebel Plutonier major | 63                   | JG 51                             | Crucea de cavaler cu frunze de stejar                       |
| Hermann Hoffmann          |                               | 8                    | JG 26                             |                                                             |
| Werner Hoffmann           | Major Maior                   | 51                   | ZG 2, NJG 3, NJG 5                | Crucea de cavaler                                           |
| Karl-Wilhelm Hofmann*     | Oberleutnant locotenent major | 44                   | JG 26                             | Crucea de cavaler KIA 26 martie 1945                        |
| Erich Hohagen             | Major Maior                   | 56                   | JG 51, JG 2, JG 27, JG 7, JV 44   | Crucea de cavaler                                           |
| Walter Holl               |                               | 7                    | JG 26                             |                                                             |
| Kurt Holler               |                               | 18                   | NJG 2, NJG 3, NJG 4               |                                                             |
| Helmuth Holtz             |                               | 56                   | JG 51                             |                                                             |
| Gerhard Homuth*           | Major Maior                   | 63                   | JG 27, JG 54                      | Crucea de cavaler MIA 2 august 1943                         |
| Helmuth Hoppe             |                               | 24                   | JG 26                             |                                                             |
| Walter Horten             |                               | 7                    | JG 26                             |                                                             |
| Dietrich Hrabak           | Oberst Colonel                | 125                  | JG 76, JG 54, JG 52               | Crucea de cavaler cu frunze de stejar                       |
| Franz Hrdlicka*           | Hauptmann Căpitan             | 60                   | JG 77, JG 2                       | Crucea de cavaler KIA 25 martie 1945                        |
| Eckhard Hübner*           | Leutnant Locotenent           | 47                   | JG 3                              | Crucea de cavaler KIA 28 martie 1942                        |
| Wilhelm Hübner*           | Leutnant Locotenent           | 62                   | JG 51                             | Crucea de cavaler KIA 7 aprilie 1945                        |
| Rudolf Hübl               |                               | 20                   | JG 1                              |                                                             |
| Werner Hübner             |                               | 7                    | JG 51                             |                                                             |
| Karl Hülshoff             |                               | 11                   | NJG 2                             |                                                             |
| Herbert Huppertz*         | Major Maior                   | 68                   | JG 51, JG 5, JG 2                 | Crucea de cavaler cu frunze de stejar KIA 8 iunie 1944      |
| Werner Husemann           | Major Maior                   | 34                   | NJG 1, NJG 3                      | Crucea de cavaler                                           |
| Wolf-Dietrich Huy         | Hauptmann Căpitan             | 40                   | JG 77                             | Crucea de cavaler cu frunze de stejar                       |

### I
| Nume             | Rang                          | Nr. victorii aeriene | Unitate                                      | Note                                           |
| ---------------- | ----------------------------- | -------------------- | -------------------------------------------- | ---------------------------------------------- |
| Hans Iffland     |                               | 18                   | JG 3                                         |                                                |
| Herbert Ihlefeld | Oberst Colonel                | 130 (+7 în Spania)   | I(J)/LG 2, JG 77, JG 52, JGr.25, JG 11, JG 1 | Crucea de cavaler cu frunze de stejar și săbii |
| Iro Ilk*         | Major Maior                   | 10                   | LG 1, JG 300                                 | Crucea de cavaler KIA 25 septembrie 1944       |
| Eduard Isken     | OberFeldwebel Plutonier major | 56                   | JG 77, JGr 200, I(F)/123, JG 53              | Crucea de cavaler                              |

### J
| Nume                       | Rang                                      | Nr. victorii aeriene | Unitate             | Note                                                     |
| -------------------------- | ----------------------------------------- | -------------------- | ------------------- | -------------------------------------------------------- |
| Hans-Joachim Jabs          | Oberst ColonelLeutnant Locotenent colonel | 50                   | ZG 76, NJG 1        | Crucea de cavaler cu frunze de stejar                    |
| Ernst Jäckel               | Feldwebel Plutonier                       | 8                    | JG 26               |                                                          |
| Alfred Jakobi              |                                           | 10                   | JG 5                |                                                          |
| Erich Jauer                |                                           | 13                   | JG 26               |                                                          |
| Kurt Jenisch*              | Leutnant Locotenent                       | 9                    | JG 27               |                                                          |
| Peter Jenne*               | Hauptmann Căpitan                         | 17                   | JG 300              | Crucea de cavaler KIA 2 martie 1945                      |
| Josef Jennewein*           | Leutnant Locotenent                       | 86                   | JG 26, JG 51        | Crucea de cavaler MIA 26 iulie 1943                      |
| Heinrich Jessen            | Oberleutnant locotenent major             | 6                    | JG 26               |                                                          |
| Hans Johannsen             | Leutnant Locotenent                       | 8                    | JG 26               |                                                          |
| Wilhelm Johnen             | Hauptmann Căpitan                         | 34                   | NJG 1, NJG 5, NJG 6 | Crucea de cavaler                                        |
| Hermann-Friedrich Joppien* | Hauptmann Căpitan                         | 70                   | JG 51               | Crucea de cavaler cu frunze de stejar KIA 28 august 1941 |
| Günther Josten             | Oberleutnant locotenent major             | 178                  | JG 51               | Crucea de cavaler cu frunze de stejar                    |
| Harald Jung                | Hauptmann Căpitan                         | 20                   | JG 51               |                                                          |
| Heinrich Jung*             | Hauptmann Căpitan                         | 68                   | JG 54               | Crucea de cavaler KIA 30 iulie 1943                      |

### K
| Nume                         | Rang                          | Nr. victorii aeriene | Unitate                     | Note                                                            |
| ---------------------------- | ----------------------------- | -------------------- | --------------------------- | --------------------------------------------------------------- |
| Erbo Graf von Kageneck*      | Hauptmann Căpitan             | 67                   | JG 27                       | Crucea de cavaler cu frunze de stejar DOW 12 ianuarie 1942      |
| Emil Kaiser                  |                               | 8                    | JG 1                        |                                                                 |
| Herbert Kaiser               | Leutnant Locotenent           | 68                   | JG 77, JG 1, JV 44          | Crucea de cavaler                                               |
| Peter Kalden                 | Oberleutnant locotenent major | 84                   | JG 51                       | Crucea de cavaler                                               |
| Rolf Kaldrack*               | Hauptmann Căpitan             | 21 (+3 în Spania)    | ZG 76                       | Crucea de cavaler cu frunze de stejar KIA 3 February 1942       |
| Adolf Kalkum                 | Feldwebel Plutonier           | 57                   | JG 53                       |                                                                 |
| Herbert Kaminski             | Major Maior                   | 7                    | ZG 76, JG 53                | Crucea de cavaler                                               |
| Fritz Karch                  | Hauptmann Căpitan             | 47                   | JG 2                        | Crucea de cavaler                                               |
| Eberhard Kaross              | Leutnant Locotenent           | 10                   | NJG 100                     |                                                                 |
| August Kayser                |                               | 25                   |                             |                                                                 |
| Dietrich Kehl                | Oberleutnant locotenent major | 6                    | JG 26                       |                                                                 |
| Georg Keil                   | Leutnant Locotenent           | 36                   | JG 2                        |                                                                 |
| Günther Kelch                | Hauptmann Căpitan             | 13                   | JG 26                       |                                                                 |
| Hannes Keller                | Unteroffizier                 | 24                   | JG 51                       |                                                                 |
| Lothar Keller                | Hauptmann Căpitan             | 23 (+3 în Spania)    | JG 3                        | Crucea de cavaler                                               |
| Kurt Kelter                  |                               | 60                   | JG 54                       |                                                                 |
| Heinz Kemethmüller           | Leutnant Locotenent           | 89                   | JG 3, JG 26                 | Crucea de cavaler                                               |
| Karl-Heinz Kempf*            | Leutnant Locotenent           | 65                   | JG 54, JG 26                | Crucea de cavaler KIA 3 septembrie 1944                         |
| Karl Kennel                  | Major Maior                   | 34                   | ZG 26, ZG 2, SG 1, SG 2     | Crucea de cavaler cu frunze de stejar                           |
| Gerhard Keppler              |                               | 12                   | JG 27                       |                                                                 |
| Georg Kiefner                |                               | 12                   | JG 26, JV 44                |                                                                 |
| Johannes Kiel*               | Hauptmann Căpitan der Reserve | 25                   | ZG 26, ZG 76                | Crucea de cavaler KIA 29 ianuarie 1944                          |
| Willy Kientsch*              | Oberleutnant locotenent major | 53                   | JG 27                       | Crucea de cavaler cu frunze de stejar KIA 29 ianuarie 1944      |
| Rüdiger von Kirchmayr        |                               | 29                   | JG 1, JG 11, JV 44          |                                                                 |
| Joachim Kirschner*           | Hauptmann Căpitan             | 188                  | JG 3, JG 27                 | Crucea de cavaler cu frunze de stejar 17 decembrie 1943         |
| Otto Kittel*                 | Oberleutnant locotenent major | 267                  | JG 54                       | Crucea de cavaler cu frunze de stejar și săbii 16 February 1945 |
| Ernst Klager                 |                               | 22                   | JG 53                       |                                                                 |
| Hans Klein                   |                               | 10                   | JG 52                       |                                                                 |
| Alfons Klein                 | Oberleutnant locotenent major | 40 (+1 în Spania)    | JG 52, JG 11                | Crucea de cavaler                                               |
| Erich Klein                  |                               | 5                    | JG 5                        |                                                                 |
| Rudolf Klemm                 |                               | 42                   | JG 54, JG 26                | Crucea de cavaler                                               |
| Heinrich Klöpper*            | Oberleutnant locotenent major | 94                   | JG 51, JG 1                 | Crucea de cavaler KIA 29 noiembrie 1943                         |
| Reinhold Knacke*             | Hauptmann Căpitan             | 44                   | ZG 1, NJG 1                 | Crucea de cavaler cu frunze de stejar KIA 3/4 February 1943     |
| Kurt Knappe*                 | OberFeldwebel Plutonier major | 56                   | JG 51, JG 2                 | Crucea de cavaler KIA 3 septembrie 1943                         |
| Hans Knauth                  |                               | 26                   | JG 51                       |                                                                 |
| Emil Knittel                 |                               | 50                   | JG 54                       |                                                                 |
| Heinz Knoke                  | Hauptmann Căpitan             | 31                   | JG 1 & JG 11                | Crucea de cavaler 1/2 victory {Not awarded}+12 unconfirmed      |
| Gerhard Koall                |                               | 37                   | JG 3, JG 54                 | Crucea de cavaler                                               |
| Hans-Günther Koch            |                               | 15                   | JG 51                       |                                                                 |
| Harry Koch                   |                               | 30                   | JG 26, JG 2                 |                                                                 |
| Josef Kociok*                | OberFeldwebel Plutonier major | 33                   | ZG 76, SKG 210, 10(NJ)/ZG 1 | Crucea de cavaler                                               |
| Armin Köhler                 | Major Maior                   | 69                   | JG 27, JG 77                | Crucea de cavaler                                               |
| Hans-Heinrich Koenig         |                               | 28                   | ZG 76, NJG 3, JG 11         | Crucea de cavaler                                               |
| Gerhard Köppen               | Leutnant Locotenent           | 85                   | JG 52                       | Crucea de cavaler cu frunze de stejar                           |
| Friedrich Körner             | Oberleutnant locotenent major | 36                   | JG 27                       | Crucea de cavaler                                               |
| Alfons Köster                | Hauptmann Căpitan             | 26                   | NJG 1, NJG 2, NJG 3         | Crucea de cavaler KIA 6 ianuarie 1945                           |
| Franz Köster                 | Unteroffizier                 | 7                    |                             |                                                                 |
| Hans Kolbow                  | Oberleutnant locotenent major | 27                   | JG 20, JG 51                | Crucea de cavaler                                               |
| Reinhard Kollak              | StabsFeldwebel Plutonier      | 49                   | NJG 1, NJG 4                | Crucea de cavaler                                               |
| Berthold Korts*              | Leutnant Locotenent           | 113                  | JG 52                       | Crucea de cavaler KIA 29 august 1943                            |
| Eduard Koslowski             |                               | 13                   | JG 53, JG 26                |                                                                 |
| Wolfgang Kosse               |                               | 46                   | JG 26, JG 5, JG 1, JG 3     |                                                                 |
| Willi Kothmann               |                               | 13                   | JG 27                       |                                                                 |
| Herbert Kowalski             |                               | 5                    | JG 27                       |                                                                 |
| Heinrich Krafft*             | Hauptmann Căpitan             | 78                   | JG 51, JG 3                 | Crucea de cavaler KIA 14 decembrie 1942                         |
| Josef Kraft                  | Hauptmann Căpitan             | 56                   | NJG 1, NJG 6                | Crucea de cavaler cu frunze de stejar                           |
| Karl-Heinz Krahl             | Hauptmann Căpitan             | 24                   | JG 2, JG 3                  | Crucea de cavaler                                               |
| Erich Krainik                |                               | 13                   | JG 27                       |                                                                 |
| Herbert Krenz                |                               | 12                   | JG 27                       |                                                                 |
| Herbert Kroh                 |                               |                      |                             |                                                                 |
| Hans-Joachim Kroschinski     | Leutnant Locotenent           | 76                   | JG 54                       | Crucea de cavaler                                               |
| Heinz Krug                   |                               | 9                    | JG 26                       |                                                                 |
| "the Count" Walter Krupinski | Hauptmann Căpitan             | 197                  | JG 52, JG 11, JG 26, JV 44  | Crucea de cavaler cu frunze de stejar                           |
| Elias Kühlein                | Leutnant Locotenent           | 36                   | JG 51                       |                                                                 |
| Wilhelm Küken                | OberFeldwebel Plutonier       | 45                   | JG 51, JGr Ost              |                                                                 |
| Franz Kunz                   |                               | 12                   | JG 53, JG 26                |                                                                 |
| Josef Kunz                   |                               | 16                   | JG 5                        |                                                                 |
| Herbert Kutscha              | Hauptmann Căpitan             | 47                   | JG 3, JG 27, JG 11          | Crucea de cavaler                                               |

### L
| Nume                               | Rang                                      | Nr. victorii aeriene | Unitate                                  | Note                                                               |
| ---------------------------------- | ----------------------------------------- | -------------------- | ---------------------------------------- | ------------------------------------------------------------------ |
| August Lambert*                    | Oberleutnant locotenent major             | 116                  | SG 2, JG 77                              | Crucea de cavaler KIA 17 aprilie 1945                              |
| Günther Landt                      |                                           | 23                   | JG 53                                    |                                                                    |
| Emil "Bully" Lang*                 | Hauptmann Căpitan                         | 173                  | JG 54, JG 26                             | Crucea de cavaler cu frunze de stejar 18 in one day                |
| Friedrich Lange                    | Leutnant Locotenent                       | 8                    | JG 26                                    |                                                                    |
| Gerhard Lange                      | Hauptmann Căpitan                         | 5                    | JG 6                                     |                                                                    |
| Heinz Lange                        | Major Maior                               | 70                   | JG 21, JG 54, JG 51                      | Crucea de cavaler                                                  |
| Karl-Heinz Langer                  | Major Maior                               | 30                   | JG 3                                     | Crucea de cavaler                                                  |
| Hans-Joachim Langer                |                                           | 10                   | JG 51, JG 7                              |                                                                    |
| Erwin Laskowski                    | OberFeldwebel Plutonier major             | 46                   | JG 51, JG 11                             |                                                                    |
| Kurt Lasse*                        | Oberleutnant locotenent major             | 39                   | JG 77                                    | Crucea de cavaler KIA 8 octombrie 1941                             |
| Karl Laub                          | OberFeldwebel Plutonier major             | 7                    | JG 26                                    |                                                                    |
| Bernhard Lausch                    | OberFeldwebel Plutonier major             | 39                   | JG 51                                    |                                                                    |
| Heinz Leber                        | Leutnant Locotenent                       | 54                   | JG 51                                    |                                                                    |
| Alois Lechner*                     | Major Maior                               | 45                   | NJG 100, NJG 2                           | Crucea de cavaler KIA 23 February 1944                             |
| Karl-Heinz Leesmann*               | Major Maior                               | 37                   | JG 52, JG 1                              | Crucea de cavaler KIA 25 iulie 1943                                |
| Erwin Leibold                      | OberFeldwebel Plutonier major             | 11                   | JG 26                                    |                                                                    |
| Erich Leie*                        | Major Maior                               | 118                  | JG 2, JG 51, JG 77                       | Crucea de cavaler KIA 7 martie 1945                                |
| Hermann Leiste                     | Leutnant Locotenent                       | 29                   | JG 54                                    |                                                                    |
| Siegfried Lemke                    | Hauptmann Căpitan                         | 96                   | JG 2                                     | Crucea de cavaler                                                  |
| Wilhelm Lemke*                     | Hauptmann Căpitan                         | 131                  | JG 3                                     | Crucea de cavaler cu frunze de stejar KIA 4 decembrie 1943         |
| Helmut Lennartz                    | Feldwebel Plutonier                       | 13                   | JG 11, JG 7, EKdo 262, Kdo Nowotny       |                                                                    |
| Helmut Lent*                       | Oberst Colonel                            | 110                  | NJG 1, NJG 2, NJG 3                      | Crucea de cavaler cu frunze de stejar, Swords and Diamonds         |
| Richard Leppla                     | Major Maior                               | 68                   | JG 51, JG 105, JG 6                      | Crucea de cavaler                                                  |
| Heinrich Lesch                     |                                           | 8                    | JG 5                                     |                                                                    |
| Franz Leuders                      |                                           |                      |                                          |                                                                    |
| Rudolf Leuschel                    | Hauptmann Căpitan                         | 9                    | JG 26                                    |                                                                    |
| Erwin Leykauf                      | Oberleutnant locotenent major             | 33                   | JG 54                                    |                                                                    |
| Fritz Liebelt                      | Leutnant Locotenent                       | 25                   | JG 51                                    |                                                                    |
| Carl von Lieres                    | Oberleutnant locotenent major             | 31                   | JG 27                                    |                                                                    |
| Arnold Lignitz                     | Major Maior                               | 25                   | JG 51, JG 54                             | Crucea de cavaler                                                  |
| Friedrich Lindelaub                | OberFeldwebel Plutonier major             | 5                    | JG 26                                    |                                                                    |
| Theodor Lindemann                  | Oberleutnant locotenent major             | 7                    | JG 26                                    |                                                                    |
| Anton Lindner                      | Oberleutnant locotenent major             | 73                   | JG 51                                    | Crucea de cavaler                                                  |
| Walter Lindner                     |                                           | 64                   | JG 52                                    |                                                                    |
| Rudi Linz*                         | Leutnant Locotenent                       | 70                   | JG 5                                     | Crucea de cavaler KIA 9 February 1945                              |
| Lothar Linke*                      | Oberleutnant locotenent major             | 27                   | ZG 76, NJG 1, NJG 2                      | Crucea de cavaler KIA 14 mai 1943                                  |
| Helmut Lipfert                     | Hauptmann Căpitan                         | 203                  | JG 52, JG 53                             | Crucea de cavaler cu frunze de stejar                              |
| Egmont Prinz zur Lippe-Weißenfeld* | Major Maior                               | 51                   | NJG 1                                    | Crucea de cavaler cu frunze de stejar KIFA 12 martie 1944          |
| Wolfgang Lippert*                  | Hauptmann Căpitan                         | 29 (+4 în Spania)    | JG 53, JG 27                             | Crucea de cavaler KIA 3 decembrie 1941                             |
| FRang Liesendahl*                  | Hauptmann Căpitan                         | 50                   | JG 53, JG 2                              | Crucea de cavaler KIA 17 iulie 1942                                |
| Stefan Litjens                     | OberFeldwebel Plutonier major             | 38                   | JG 53                                    | Crucea de cavaler                                                  |
| Gerhard Loos*                      | Oberleutnant locotenent major             | 92                   | JG 54                                    | Crucea de cavaler KIA 6 martie 1944                                |
| Walter Loos                        | OberFeldwebel Plutonier major             | 38                   | JG 301, JG 3                             | Crucea de cavaler                                                  |
| Fritz Losigkeit                    | Major Maior                               | 68                   | JG 26, JG 1, JG 51, JG 77                | Crucea de cavaler                                                  |
| Werner Lucas*                      | Hauptmann Căpitan                         | 106                  | JG 3                                     | Crucea de cavaler KIA 24 octombrie 1943                            |
| August Lübking                     |                                           | 38                   | JG 5, JG 7                               |                                                                    |
| Max-Hermann Lücke*                 | Oberleutnant locotenent major             | 78                   | JG 51                                    | Crucea de cavaler KIA 8 noiembrie 1943                             |
| Fritz Lüddecke*                    | OberFeldwebel Plutonier major             | 51                   | JG 51                                    | Crucea de cavaler KIA 10 august 1944                               |
| Rudolf Lüder                       |                                           | 6                    | JG 5                                     |                                                                    |
| Johannes Lutter                    | Hauptmann Căpitan                         | 12                   | ZG 1, ZG 76, ZG 2, SKG 210, SKG 10, SG 4 | Crucea de cavaler                                                  |
| Richard Lutzka                     |                                           | 5                    | JG 5                                     |                                                                    |
| Herbert Lütje                      | Oberst ColonelLeutnant Locotenent colonel | 50                   | NJG 1, NJG 6                             | Crucea de cavaler cu frunze de stejar                              |
| Günther Lützow*                    | Oberst Colonel                            | 108 (5 în Spania)    | JG 3, JV 44                              | Crucea de cavaler cu frunze de stejar și săbii MIA 24 aprilie 1945 |
| August Luy                         |                                           | 35                   | JG 5                                     |                                                                    |

### M
| Nume                           | Rang                                      | Nr. victorii aeriene             | Unitate                   | Note                                                                               |
| ------------------------------ | ----------------------------------------- | -------------------------------- | ------------------------- | ---------------------------------------------------------------------------------- |
| Ernst Maack                    |                                           | 8                                | JG 27, JG 11              |                                                                                    |
| Werner Machold                 | Oberleutnant locotenent major             | 32                               | JG 2                      | Crucea de cavaler                                                                  |
| Anton Mader                    | Oberst ColonelLeutnant Locotenent colonel | 86                               | JG 2, JG 77, JG 54        | Crucea de cavaler                                                                  |
| Heinz Mahlkuch                 |                                           | 16                               | JG 77                     |                                                                                    |
| Lothar Mai                     | Leutnant Locotenent                       | 45                               | JG 51                     |                                                                                    |
| Wilhelm Mackenstedt            |                                           | 6                                | JG 26                     |                                                                                    |
| Wilhelm Makrocki               |                                           | 9                                | ZG 76, JG 26              |                                                                                    |
| Günther Freiherr von Maltzahn  | Oberst Colonel                            | 68                               | JG 53                     | Crucea de cavaler cu frunze de stejar                                              |
| Heinz Marquardt                | OberFeldwebel Plutonier major             | 121                              | JG 51                     | Crucea de cavaler                                                                  |
| Hans-Joachim Marseille*        | Hauptmann Căpitan                         | 158                              | JG 52, JG 27              | Crucea de cavaler cu frunze de stejar, Swords and Diamonds KIFA 30 septembrie 1942 |
| Karl-Heinrich Matern           | Hauptmann Căpitan                         | 12                               | ZG 1, ZG 76               | Crucea de cavaler                                                                  |
| Walter Matoni                  | Major Maior                               | 34                               | JG 27, JG 26, JG 2, JG 11 | Crucea de cavaler                                                                  |
| Kurt Matzak                    | Leutnant Locotenent                       | 18                               | NJG 1                     |                                                                                    |
| Lothar May                     |                                           | 45                               | JG 51                     |                                                                                    |
| Egon Mayer*                    | Oberst ColonelLeutnant Locotenent colonel | 102                              | JG 2                      | Crucea de cavaler cu frunze de stejar și săbii KIA 2 martie 1944                   |
| Otto Mayer                     |                                           | 22                               | JG 27                     |                                                                                    |
| Hans-Karl Mayer                | Hauptmann Căpitan                         | 39 (+8 în Spania)                | JG 53, JG 26              | Crucea de cavaler KIA 17 octombrie 1940                                            |
| Wilhelm Mayer                  | Leutnant Locotenent                       | 27                               | JG 26                     | Crucea de cavaler                                                                  |
| Maximilian Mayerl              | Hauptmann Căpitan                         | 76                               | JG 51, EJG 1              | Crucea de cavaler                                                                  |
| Erhardt Mecke                  |                                           | 12                               | JG 5                      |                                                                                    |
| Helmut Meckel                  | Oberleutnant locotenent major             | 21                               | JG 3                      | Crucea de cavaler KIFA 8 mai 1943                                                  |
| Johann-Hermann Meier*          | Leutnant Locotenent                       | 78                               | JG 26, JG 52              | Crucea de cavaler KIA 15 martie 1944                                               |
| Julius Meimberg                | Major Maior                               | 53                               | JG 2, JG 53               | Crucea de cavaler                                                                  |
| Ludwig Meister                 | Hauptmann Căpitan                         | 39                               | NJG 1, NJG 4              | Crucea de cavaler                                                                  |
| Karl-Heinz Meltzer             | Leutnant Locotenent                       | 74                               | JG 52                     |                                                                                    |
| Arthur Mendl                   |                                           | 9                                | JG 5                      |                                                                                    |
| Robert Menge                   |                                           | 20 (4 în Spania)                 | JG 26                     |                                                                                    |
| Karl Mentnich                  |                                           | 7                                | JG 27                     |                                                                                    |
| Hans-Jörg Merkel               |                                           | 30                               | JG 52                     |                                                                                    |
| Helmut Mertens                 | Hauptmann Căpitan                         | 97                               | JG 3                      | Crucea de cavaler                                                                  |
| Werner Methfessel              |                                           | 8                                | LG 1                      |                                                                                    |
| Manfred Meurer*                | Hauptmann Căpitan                         | 65                               | NJG 1, NJG 5              | Crucea de cavaler cu frunze de stejar KIA 21/22 ianuarie 1944                      |
| Conny Meyer                    |                                           | 16                               | JG 26                     |                                                                                    |
| Eduard Meyer*                  | Leutnant Locotenent                       | 22                               | ZG 26                     | Crucea de cavaler KIA 31 martie 1942                                               |
| Walter Meyer                   |                                           | 18                               | JG 54, JG 26              |                                                                                    |
| Gerhard Michalski              | Oberst ColonelLeutnant Locotenent colonel | 73                               | JG 53, JG 4               | Crucea de cavaler cu frunze de stejar                                              |
| Rudolf Miethig*                | Hauptmann Căpitan                         | 101                              | JG 52                     | Crucea de cavaler KIA 10 iunie 1943                                                |
| Klaus Mietusch*                | Major Maior                               | 72                               | JG 26                     | Crucea de cavaler cu frunze de stejar KIA 17 septembrie 1944                       |
| Wilhelm Mink*                  | OberFeldwebel Plutonier major             | 72                               | JG 51, EJG 1              | Crucea de cavaler KIA 12 martie 1945                                               |
| Bruno Mischkot                 |                                           | 7                                | JG 26, JG 3, JG 2, EJG 2  |                                                                                    |
| Helmut Missner*                | OberFeldwebel Plutonier major             | 82                               | JG 54                     | Crucea de cavaler KIA 12 septembrie 1944                                           |
| Erich Mix                      |                                           | 13 (+3 în Primul Război Mondial) | JG 1, JG 2, JG 53         |                                                                                    |
| Ernst-Wilhelm Modrow           | Major Maior                               | 34                               | NJG 1                     | Crucea de cavaler                                                                  |
| "Vati" Werner Mölders*         | Oberst Colonel                            | 115 (14 în Spania)               | JG 51                     | Crucea de cavaler cu frunze de stejar, Swords and Diamonds KIFA 22 noiembrie 1941  |
| Wilhelm Moritz                 | Major Maior                               | 44                               | JG 51, JG 3               | Crucea de cavaler                                                                  |
| August Mors*                   | Leutnant Locotenent                       | 60                               | JG 5                      | Crucea de cavaler KIA 8 august 1944                                                |
| Friedrich-Karl "Tutti" Müller* | Oberst ColonelLeutnant Locotenent colonel | 140                              | JG 53, JG 3               | Crucea de cavaler cu frunze de stejar KIA 29 mai 1944                              |
| Friedrich-Karl "Nasen" Müller  | Major Maior                               | 30                               | NJG 11, JG 300            | Crucea de cavaler                                                                  |
| Fritz Müller                   | Leutnant Locotenent                       | 22                               | JG 7                      |                                                                                    |
| Kurt Müller                    | Oberleutnant locotenent major             | 5                                | JG 26                     |                                                                                    |
| Rudolf Müller*                 | OberFeldwebel Plutonier major             | 94                               | JG 5                      | Crucea de cavaler Died in POW camp 21 iunie 1943                                   |
| Wilhelm Müller                 | OberFeldwebel Plutonier major             | 10                               | JG 26                     |                                                                                    |
| Gerhard Müller-Dühne           | Leutnant Locotenent                       | 5                                | JG 26                     |                                                                                    |
| Joachim Müncheberg*            | Major Maior                               | 135                              | JG 26, JG 51, JG 77       | Crucea de cavaler cu frunze de stejar și săbii KIA 23 martie 1943                  |
| Leopold Münster*               | Leutnant Locotenent                       | 95                               | JG 3                      | Crucea de cavaler cu frunze de stejar KIA 8 mai 1944                               |
| Hubert Mütherich               | Oberleutnant locotenent major             | 43                               | JG 51, JG 54              |                                                                                    |
| Georg Munderloh                | OberFeldwebel Plutonier major             | 20                               | JG 54                     |                                                                                    |
| Karl "Fox" Munz                | Leutnant Locotenent                       | 60                               | JG 52, JG 7               |                                                                                    |

### N
| Nume                    | Rang                                      | Nr. victorii aeriene | Unitate                    | Note                                                                               |
| ----------------------- | ----------------------------------------- | -------------------- | -------------------------- | ---------------------------------------------------------------------------------- |
| Heinz Nacke             | Major Maior                               | 14                   | ZG 76, NJG 3               | Crucea de cavaler                                                                  |
| Johannes Naumann        | Major Maior                               | 34                   | JG 26, JG 6, JG 7          | Crucea de cavaler                                                                  |
| Willi Nemitz*           | Leutnant Locotenent                       | 81                   | JG 52                      | Crucea de cavaler KIA 11 aprilie 1943                                              |
| Wolfgang Neu            | Hauptmann Căpitan                         | 12                   | JG 26                      |                                                                                    |
| Hermann Neuhoff         | Leutnant Locotenent                       | 40                   | JG 53                      | Crucea de cavaler                                                                  |
| Klaus Neumann           | Leutnant Locotenent                       | 37                   | JG 51, JG 3, JG 7, JV 44   | Crucea de cavaler                                                                  |
| Karl Neumann            |                                           |                      |                            |                                                                                    |
| Helmut Neumann          | Leutnant Locotenent                       | 62                   | JG 5                       | Crucea de cavaler                                                                  |
| Eduard Neumann          | Oberst ColonelLeutnant Locotenent colonel | 11 (+2 în Spania)    | JG 26, JG 27               |                                                                                    |
| Siegfried Ney           | OberFeldwebel Plutonier major             | 11                   | NJG 1                      |                                                                                    |
| Hans Niederhoefer       |                                           |                      |                            |                                                                                    |
| Karl-Gottfried Nordmann | Oberst Colonel                            | 78                   | JG 51                      | Crucea de cavaler cu frunze de stejar                                              |
| Jakob Norz*             | Leutnant Locotenent                       | 117                  | JG 5                       | Crucea de cavaler KIA 16 septembrie 1944                                           |
| "Nowi" Walter Nowotny*  | Major Maior                               | 258                  | JG 54, Kdo Nowotny, JG 101 | Crucea de cavaler cu frunze de stejar, Swords and Diamonds KIA 8 noiembrie 1944 \| |

### O
| Nume                    | Rang                          | Nr. victorii aeriene             | Unitate                  | Note                                                             |
| ----------------------- | ----------------------------- | -------------------------------- | ------------------------ | ---------------------------------------------------------------- |
| Horst Oberlander        |                               |                                  |                          |                                                                  |
| Friedrich Obleser       | Oberleutnant locotenent major | 120                              | JG 52                    | Crucea de cavaler                                                |
| Walter Oesau*           | Oberst Colonel                | 125 (+8 în Spania)               | JG 1, JG 2, JG 51, J/88  | Crucea de cavaler cu frunze de stejar și săbii KIA 11 mai 1944   |
| Walter Ohlrogge         | Leutnant Locotenent           | 77                               | JG 3, JG 7               | Crucea de cavaler                                                |
| Robert Olejnik          | Major Maior                   | 41                               | JG 2, JG 3, JG 1, JG 400 | Crucea de cavaler                                                |
| Emil Omert*             | Hauptmann Căpitan             | 70                               | JG 3, JG 2, JG 77        | Crucea de cavaler KIA 24 aprilie 1944                            |
| Theo Osterkamp          | GeneralLeutnant Locotenent    | 6 (+32 în Primul Război Mondial) | JG 51                    | Crucea de cavaler                                                |
| Max-Hellmuth Ostermann* | Oberleutnant locotenent major | 102                              | ZG 1, JG 54              | Crucea de cavaler cu frunze de stejar și săbii KIA 9 august 1942 |

### P
| Nume                 | Rang                          | Nr. victorii aeriene | Unitate             | Note                                                                |
| -------------------- | ----------------------------- | -------------------- | ------------------- | ------------------------------------------------------------------- |
| Horst Patuschka*     | Hauptmann Căpitan             | 23                   | NJG 2               | Crucea de cavaler KIA 6 martie 1943                                 |
| Georg Pavenzinger    | Feldwebel Plutonier           | 5                    | JG 51               |                                                                     |
| Hans Peterburs       | OberFeldwebel Plutonier major | 18                   | ZG 76, ZG 1         | Crucea de cavaler                                                   |
| Viktor Petermann     | Oberleutnant locotenent major | 64                   | JG 52, JG 7         | Crucea de cavaler                                                   |
| Erhard Peters        | Leutnant Locotenent           | 64                   | JG 52, JG 7         |                                                                     |
| Horst Petzschler     | OberFeldwebel Plutonier major | 26                   | JG 3, JG 51         | Ehrenpokal der Luftwaffe                                            |
| Karl Pfeiffer        | OberFeldwebel Plutonier major | 10                   | NJG 1               |                                                                     |
| Rudolf Pflanz*       | Hauptmann Căpitan             | 52                   | JG 2                | Crucea de cavaler KIA 31 iulie 1942                                 |
| Helmut Pfüller       | OberFeldwebel Plutonier major | 28                   | JG 51               |                                                                     |
| Hans Philipp*        | Major Maior                   | 206                  | JG 54, JG 1         | Crucea de cavaler cu frunze de stejar și săbii KIA 8 octombrie 1943 |
| Wilhelm Philipp      | OberFeldwebel Plutonier major | 81                   | JG 54               | Crucea de cavaler                                                   |
| Hans Philips         |                               |                      |                     |                                                                     |
| Anton-Rudolf Piffer* | Leutnant Locotenent           | 26                   | JG 1                | Crucea de cavaler KIA 17 iunie 1944                                 |
| Johann Pichler       | Leutnant Locotenent           | 75                   | JG 77               | Crucea de cavaler                                                   |
| Rolf Pingel          | Major Maior                   | 28 (+6 în Spania)    | JG 26, JG 53        | Crucea de cavaler                                                   |
| Karl-Heinz Plücker   | Oberleutnant locotenent major | 34                   | JG 1, JG 52         |                                                                     |
| Josef Pöhs*          | Oberleutnant locotenent major | 43                   | JG 54               | Crucea de cavaler KIA 30 decembrie 1943                             |
| Wolfgang Polster     |                               |                      |                     |                                                                     |
| Hans Prager          | Leutnant Locotenent           | 23                   | JG 26               |                                                                     |
| Alexander Preinfalk* | OberFeldwebel Plutonier major | 78                   | JG 77, JG 51, JG 53 | Crucea de cavaler KIA 12 decembrie 1944                             |
| Bela Preisler        | Unteroffizier                 | 6                    | JG 5                |                                                                     |
| Rolf Prigge          | Oberfänrich                   | 5                    | JG 27, JG 7         |                                                                     |
| Josef "Pips" Priller | Oberst Colonel                | 101                  | JG 51, JG 26        | Crucea de cavaler cu frunze de stejar și săbii                      |
| Rolf-Peter Pringle   |                               |                      |                     |                                                                     |
| Herbert Puschmann    | Hauptmann Căpitan             | 57                   | JG 51               | Crucea de cavaler                                                   |
| Emil Puttfargen      |                               |                      |                     |                                                                     |

### Q
| Nume                | Rang                                       | Nr. victorii aeriene | Unitate     | Note                                   |
| ------------------- | ------------------------------------------ | -------------------- | ----------- | -------------------------------------- |
| Klaus Quaet-Faslem* | Major Maior                                | 49                   | JG 53, JG 3 | Crucea de cavaler KIA 30 ianuarie 1944 |
| Richard Quante*     | Feldwebel Plutonier                        | 49                   | JG 51       | KIA 14 august 1942                     |
| Werner Quast        | Fahnenjunker-OberFeldwebel Plutonier major | 84                   | JG 52       | Crucea de cavaler                      |

### R
| Nume                   | Rang                                      | Nr. victorii aeriene | Unitate             | Note                                                             |
| ---------------------- | ----------------------------------------- | -------------------- | ------------------- | ---------------------------------------------------------------- |
| Rudolf Rademacher      | Oberleutnant locotenent major             | 126                  | JG 54, JG 7         | Crucea de cavaler                                                |
| Waldemar Radener       | Oberleutnant locotenent major             | 37                   | JG 26, JG 300       | Crucea de cavaler                                                |
| Günther Radusch        | Oberst Colonel                            | 64 (1 în Spania)     | NJG 1, NJG 2, NJG 3 | Crucea de cavaler cu frunze de stejar                            |
| Gerhard Raht           | Hauptmann Căpitan                         | 58                   | NJG 2               | Crucea de cavaler cu frunze de stejar                            |
| Günther Rall           | Major Maior                               | 275                  | JG 52, JG 11        | Crucea de cavaler cu frunze de stejar și săbii                   |
| Karl Rammelt           | Major Maior                               | 46                   | JG 51               | Crucea de cavaler                                                |
| Alfred Rauch           | Leutnant Locotenent                       | 60                   | JG 51               | Crucea de cavaler                                                |
| Paul-Hubert Rauh       | Hauptmann Căpitan                         | 31                   | NJG 4               | Crucea de cavaler                                                |
| Karl-Wolfgang Redlich* | Major Maior                               | 43 (2 în Spania)     | JG 27               | Crucea de cavaler KIA 29 mai 1944                                |
| Hans Reiff             | OberFeldwebel Plutonier major             | 48                   | JG 3                |                                                                  |
| Ernst-Wilhelm Reinert  | Oberleutnant locotenent major             | 174                  | JG 77, JG 27        | Crucea de cavaler cu frunze de stejar și săbii                   |
| Hans-Günther Reinhard  | OberFeldwebel Plutonier major             | 44                   | JG 54               |                                                                  |
| Peter Reischer         | Oberleutnant locotenent major             | 19                   | JG 26               |                                                                  |
| Hans Remmer*           | Hauptmann Căpitan                         | 27                   | JG 27               | Crucea de cavaler KIA 2 aprilie 1944                             |
| Anton Resch            | Oberleutnant locotenent major             | 91                   | JG 52               | Crucea de cavaler                                                |
| Rudolf Resch*          | Major Maior                               | 94 (1 în Spania)     | JG 52, JG 51        | Crucea de cavaler KIA 11 iulie 1943                              |
| Willi Reschke          | OberFeldwebel Plutonier major             | 28                   | JG 302, JG 301      | Crucea de cavaler                                                |
| Ralph von Rettberg     | Oberst Colonel                            | 8                    | ZG 26, ZG 1         | Crucea de cavaler                                                |
| Horst Reuter           |                                           |                      |                     |                                                                  |
| Ernst Richter          | OberFeldwebel Plutonier major             | 20                   | JG 54               |                                                                  |
| Hans Richter           | Leutnant Locotenent                       | 22                   | JG 27               |                                                                  |
| Eckhard Roch           | Leutnant Locotenent                       | 5                    | JG 26               |                                                                  |
| Gustav Rödel           | Oberst Colonel                            | 98                   | JG 27               | Crucea de cavaler cu frunze de stejar                            |
| Hans Röhrig*           | Hauptmann Căpitan                         | 75                   | JG 53               | Crucea de cavaler KIA 13 iulie 1943                              |
| Detlev Rohwer          | Hauptmann Căpitan                         | 38                   | JG 3, JG 1          | Crucea de cavaler                                                |
| Heinz Rökker           | Hauptmann Căpitan                         | 64                   | NJG 2               | Crucea de cavaler cu frunze de stejar                            |
| Herbert Rollwage       | Oberleutnant locotenent major             | 102                  | JG 53               | Crucea de cavaler cu frunze de stejar                            |
| Oskar Romm             | Oberleutnant locotenent major             | 92                   | JG 51, JG 3         | Crucea de cavaler                                                |
| Heinrich Rosenberg     |                                           |                      |                     |                                                                  |
| Theodor Rossiwall      | Oberst ColonelLeutnant Locotenent colonel | 21                   | ZG 76, NJG 4        | Crucea de cavaler                                                |
| Edmund Roßmann         | Leutnant Locotenent                       | 93                   | JG 52               | Crucea de cavaler                                                |
| Wolfgang Rost          |                                           |                      |                     |                                                                  |
| Willi Roth             | Leutnant Locotenent                       | 20                   | JG 26               |                                                                  |
| Günther Rübell         | Hauptmann Căpitan                         | 47                   | JG 51, JG 104       | Crucea de cavaler                                                |
| Hans-Ulrich Rudel      | Oberst Colonel                            | 9                    | SG 2                | Crucea de cavaler with Golden Oak Leaves, Swords and Diamonds    |
| Erich Rudorffer        | Major Maior                               | 222                  | JG 2, JG 54, JG 7   | Crucea de cavaler cu frunze de stejar și săbii 13 in one mission |
| Helmut Rüffler         | OberFeldwebel Plutonier major             | 98                   | JG 3                | Crucea de cavaler                                                |
| Franz Ruhl*            | Oberleutnant locotenent major             | 36                   | JG 3                | Crucea de cavaler KIA 24 decembrie 1944                          |
| Friedrich Rupp*        | Leutnant Locotenent                       | 52                   | JG 54               | Crucea de cavaler KIA 15 mai 1943                                |
| Otto Russ              |                                           |                      |                     |                                                                  |
| Martin Rysavy          | Oberleutnant locotenent major             | 8                    | JG 26               |                                                                  |

### S
| Nume                                 | Rang                                      | Nr. victorii aeriene | Unitate                                      | Note                                                                                             |
| ------------------------------------ | ----------------------------------------- | -------------------- | -------------------------------------------- | ------------------------------------------------------------------------------------------------ |
| Heinz Sachsenberg                    | Leutnant Locotenent                       | 104                  | JG 52                                        | Crucea de cavaler                                                                                |
| Florian Salwender                    | OberFeldwebel Plutonier major             | 25                   | JG 77, JG 5                                  | POW Died in Soviet Prison                                                                        |
| Carl Sattig*                         | Hauptmann Căpitan                         | 53                   | JG 54                                        | Crucea de cavaler KIA 10 august 1942                                                             |
| Erwin Sawallisch                     | OberFeldwebel Plutonier major             | 36                   | JG 27                                        |                                                                                                  |
| Heinrich Prinz zu Sayn-Wittgenstein* | Major Maior                               | 83                   | NJG 2, NJG 3                                 | Crucea de cavaler cu frunze de stejar și săbii KIA 21/22 ianuarie 1944                           |
| Günther Schack                       | Hauptmann Căpitan                         | 174                  | JG 51, JG 3                                  | Crucea de cavaler cu frunze de stejar                                                            |
| Emil Schact                          |                                           | 25                   |                                              |                                                                                                  |
| Johann Schalk                        | Oberst Colonel                            | 21                   | ZG 26, NJG 3, NJG 4                          | Crucea de cavaler                                                                                |
| Franz Schall*                        | Hauptmann Căpitan                         | 137                  | JG 52, Kdo Nowotny, JG 7                     | Crucea de cavaler KIFA 10 aprilie 1945                                                           |
| Ludwig Scharf                        |                                           | 18                   | JG 5                                         |                                                                                                  |
| Gerhard Schaschke                    | Hauptmann Căpitan                         | 22                   | ZG 76                                        |                                                                                                  |
| Paul Schauder                        | Hauptmann Căpitan                         | 20                   | JG 26                                        |                                                                                                  |
| Günther Scheel*                      | Leutnant Locotenent                       | 71                   | JG 54                                        | Crucea de cavaler MIA 16 iulie 1943 only 70 combat missions                                      |
| Klaus Scheer                         | Leutnant Locotenent                       | 24                   | NJG 100                                      |                                                                                                  |
| Rudolf Scheffel                      | Hauptmann Căpitan                         | 7                    | ZG 1, ZG 26                                  | Crucea de cavaler                                                                                |
| Wolfgang Schellmann*                 | Oberst ColonelLeutnant Locotenent colonel | 26 (+12 în Spania)   | JG 2, JG 27                                  | Crucea de cavaler KIA 22 iunie 1941                                                              |
| Wolfgang Schenck                     | Oberst ColonelLeutnant Locotenent colonel | 18                   | SG 2, ZG 1, SKG 210, KG 51                   | Crucea de cavaler cu frunze de stejar                                                            |
| Georg Schentke*                      | Oberleutnant locotenent major             | 90                   | JG 3                                         | Crucea de cavaler KIA 25 decembrie 1942                                                          |
| Ernst Scheufele                      |                                           | 18                   | JG 5, JG 4                                   |                                                                                                  |
| Karl-Heinz Scherfling*               | OberFeldwebel Plutonier major             | 33                   | NJG 1                                        | Crucea de cavaler KIA 21 iulie 1944                                                              |
| Erich Scheyda                        |                                           | 20                   | JG 26                                        |                                                                                                  |
| Franz Schieß*                        | Hauptmann Căpitan                         | 67                   | JG 53                                        | Crucea de cavaler KIA 2 septembrie 1943                                                          |
| Wilhelm Schilling                    | Oberleutnant locotenent major             | 63                   | JG 54, EJG 1                                 | Crucea de cavaler                                                                                |
| Hans Schleef*                        | Oberleutnant locotenent major             | 99                   | JG 3, JG 5, JG 4                             | Crucea de cavaler KIA 31 decembrie 1944                                                          |
| Hermann Schleinhege                  | Leutnant Locotenent                       | 97                   | JG 3, JG 54                                  | Crucea de cavaler                                                                                |
| Joachim Schlichting                  | Major Maior                               | 8 (+5 în Spania)     | JG 27                                        | Crucea de cavaler                                                                                |
| Karl-Friedrich Schlosstein           |                                           | 8                    | JG 77, JG 5                                  |                                                                                                  |
| Dietrich Schmidt                     | Hauptmann Căpitan                         | 43                   | NJG 1                                        | Crucea de cavaler                                                                                |
| Erich Schmidt*                       | Oberleutnant locotenent major             | 47                   | JG 53                                        | Crucea de cavaler KIA 31 august 1941                                                             |
| Johannes Schmidt                     |                                           | 12                   | JG 26                                        |                                                                                                  |
| Rudolf Schmidt*                      | Feldwebel Plutonier                       | 42                   | JG 77                                        | Crucea de cavaler KIA 6 aprilie 1942                                                             |
| Gottfried Schmidt                    |                                           | 8                    | JG 26                                        |                                                                                                  |
| Heinz Schmidt*                       | Hauptmann Căpitan                         | 173                  | JG 52                                        | Crucea de cavaler cu frunze de stejar MIA 5 septembrie 1943                                      |
| Winfrid Schmidt                      |                                           | 19                   | JG 3                                         |                                                                                                  |
| Heinz-Wolfgang Schnaufer             | Major Maior                               | 121                  | NJG 1, NJG 4                                 | Crucea de cavaler cu frunze de stejar, Swords and Diamonds Top Night Fighter Ace of World War II |
| August Schneider                     |                                           | 11                   | JG 5                                         |                                                                                                  |
| Hugo Schneider                       |                                           | 9                    | JG 27                                        |                                                                                                  |
| Walter Schneider                     |                                           | 20                   | JG 26                                        |                                                                                                  |
| Gerhard Schneider                    |                                           | 41                   | JG 51, JGr Ost                               |                                                                                                  |
| Karl-Heinz Schnell                   | Major Maior                               | 72                   | JG 51, JG 53, JV 44                          | Crucea de cavaler                                                                                |
| "Wumm" Siegfried Schnell*            | Major Maior                               | 93                   | JG 54, JG 2                                  | Crucea de cavaler cu frunze de stejar KIA 25 February 1944                                       |
| Karl "Quax" Schnörrer                |                                           | 46                   | JG 54, JG 7, Kdo Nowotny                     | Crucea de cavaler                                                                                |
| Herbert Schob                        | Hauptmann Căpitan                         | 28 (+6 în Spania)    | LG 1, ZG 76, ZG 26                           | Crucea de cavaler                                                                                |
| Erich Schöfbock                      |                                           | 14                   | JG 27                                        |                                                                                                  |
| Rudolf Schoenert                     | Major Maior                               | 64                   | NJG 1, NJG 2, NJG 3, NJG 100, NJGr 10, NJG 5 | Crucea de cavaler cu frunze de stejar                                                            |
| Helmut Schönfelder                   | OberFeldwebel Plutonier major             | 56                   | JG 51                                        | Crucea de cavaler                                                                                |
| Gerhard Schöpfel                     | Major Maior                               | 45                   | JG 26, JG 4, JG 6                            | Crucea de cavaler                                                                                |
| Günther Scholz                       |                                           | 34 (+1 în Spania)    | JG 54, JG 5                                  |                                                                                                  |
| Herbert Schramm*                     | Hauptmann Căpitan                         | 42                   | JG 53, JG 27                                 | Crucea de cavaler cu frunze de stejar KIA 1 decembrie 1943                                       |
| Alfred Schreiber*                    | Leutnant Locotenent                       | 7                    | ZG 26, EKdo 262, Kdo Nowotny, JG 7           | KIFA 26 noiembrie 1944                                                                           |
| Werner Schröer                       | Major Maior                               | 114                  | JG 3, JG 27, JG 54                           | Crucea de cavaler cu frunze de stejar și săbii                                                   |
| Fritz Schröter                       | Major Maior                               | 11                   | JG 2, SKG 10, SG 5, SG 4                     | Crucea de cavaler                                                                                |
| Hans Schubert                        |                                           | 8                    | JG 1                                         |                                                                                                  |
| Walter Schuck                        | Oberleutnant locotenent major             | 206                  | JG 5, JG 7                                   | Crucea de cavaler cu frunze de stejar                                                            |
| Franz Schulte*                       | Feldwebel Plutonier                       | 46                   | JG 77                                        | Crucea de cavaler KIA 12 august 1942                                                             |
| Franz Schulte                        | Feldwebel Plutonier                       | 46                   | JG 77                                        | Crucea de cavaler                                                                                |
| Helmuth Schulte                      | Hauptmann Căpitan                         | 25                   | NJG 5                                        | Crucea de cavaler                                                                                |
| Gerhard Schulwitz                    |                                           | 9                    | JG 26                                        |                                                                                                  |
| Otto Schultz                         | Hauptmann Căpitan                         | 73                   | JG 51                                        | Crucea de cavaler                                                                                |
| Otto Schulz*                         | Oberleutnant locotenent major             | 51                   | JG 27                                        | Crucea de cavaler KIA 17 iunie 1942                                                              |
| Leo Schuhmacher                      | Leutnant Locotenent                       | 23                   | ZG 76, JG 1, JV 44                           | Crucea de cavaler                                                                                |
| Werner Schumacher                    |                                           | 30                   | JG 5                                         |                                                                                                  |
| Heinz Schumann                       |                                           | 21                   | JG 51, JG 2 SKG 10                           |                                                                                                  |
| Franz Schwaiger*                     | Leutnant Locotenent                       | 67                   | JG 3                                         | Crucea de cavaler KIA 24 aprilie 1944                                                            |
| Günther Schwanecke                   |                                           | 10                   | JG 77, JG 5                                  |                                                                                                  |
| Gerhard Schwartz                     |                                           | 20                   | JG 51                                        |                                                                                                  |
| Günther Schwarz                      |                                           | 40                   | JG 51                                        |                                                                                                  |
| Georg Seckel                         |                                           | 40                   | JG 77, JG 200, JG 4                          |                                                                                                  |
| Hermann Segatz                       |                                           | 40                   | JG 26, JG 51, JG 5, JG 1                     |                                                                                                  |
| Günther Seeger                       | Oberleutnant locotenent major             | 56                   | JG 53, JG 2                                  | Crucea de cavaler                                                                                |
| Georg Seelmann                       | Oberleutnant locotenent major             | 39                   | JG 51, JG 103                                | Crucea de cavaler                                                                                |
| Hermann Segatz                       |                                           | 40                   | JG 26, JG 51, JG 5, JG 1                     |                                                                                                  |
| Alfred Seidl                         |                                           | 31                   | JG 53, JG 3, JG 7                            |                                                                                                  |
| Georg Seidel                         |                                           | 47                   | JG 51                                        |                                                                                                  |
| Johannes Seifert                     | Oberst ColonelLeutnant Locotenent colonel | 57                   | JG 26                                        | Crucea de cavaler                                                                                |
| Peter Seigler                        |                                           |                      |                                              |                                                                                                  |
| Reinhard Seiler                      | Major Maior                               | 109 (+9 în Spania)   | JG 54, JG 104                                | Crucea de cavaler cu frunze de stejar                                                            |
| Erich von Selle                      |                                           | 7                    | JG 26                                        |                                                                                                  |
| Waldemar Semelka                     |                                           | 75                   | JG 52                                        | Crucea de cavaler                                                                                |
| Paul Semrau*                         | Major Maior                               | 46                   | NJG 2                                        | Crucea de cavaler cu frunze de stejar KIA 8 February 1945                                        |
| Fritz Sengschmitt                    |                                           | 15                   | ZG 76, ZG 26                                 |                                                                                                  |
| Heinrich Setz*                       | Major Maior                               | 138                  | JG 27, JG 77                                 | Crucea de cavaler cu frunze de stejar KIA 13 martie 1943                                         |
| Peter Siegler*                       | Feldwebel Plutonier                       | 48                   | JG 54                                        | Crucea de cavaler MIA 24 septembrie 1942                                                         |
| Rudolf Sigmund*                      | Hauptmann Căpitan                         | 28                   | NJG 1                                        | Crucea de cavaler KIA 4 octombrie 1943                                                           |
| Friedrich Simon                      |                                           | 22                   | JG 51                                        |                                                                                                  |
| Siegfried Simsch                     |                                           | 54                   | JG 52, JG 11                                 | Crucea de cavaler KIA 8 iunie 1944                                                               |
| Rudolf Sinner                        |                                           | 39                   | JG 27                                        |                                                                                                  |
| Kurt Sochatzy                        |                                           | 39                   | JG 3                                         | Crucea de cavaler                                                                                |
| Waldemar Söffing                     |                                           | 35                   | JG 26                                        |                                                                                                  |
| Gerhard Sommer                       |                                           | 20                   | JG 11, JG 1                                  | Crucea de cavaler                                                                                |
| Hermann Sommer                       |                                           | 19                   | NJG 2, NJG 102                               |                                                                                                  |
| Wolfgang Späte                       | Major Maior                               | 99                   | JG 54, JG 400, JG 7                          | Crucea de cavaler cu frunze de stejar                                                            |
| Günther Specht*                      | Oberst ColonelLeutnant Locotenent colonel | 34                   | ZG 26, JG 11                                 | Crucea de cavaler MIA 1 ianuarie 1945                                                            |
| Wilhelm Spies*                       | Major Maior                               | 20                   | ZG 26                                        | Crucea de cavaler cu frunze de stejar KIA 27 ianuarie 1942                                       |
| Robert Spreckles                     |                                           | 12                   | JG 11, JG 1                                  |                                                                                                  |
| Gustav Sprick                        | Oberleutnant locotenent major             | 31                   | JG 26                                        | Crucea de cavaler                                                                                |
| Karl Stadek                          |                                           | 29                   | JG 51                                        |                                                                                                  |
| Hans-Arnold Stahlschmidt*            | Oberleutnant locotenent major             | 59                   | JG 27                                        | Crucea de cavaler cu frunze de stejar MIA 7 septembrie 1942                                      |
| Hermann Staiger                      | Major Maior                               | 63                   | JG 51, JG 26, JG 1, JG 7                     | Crucea de cavaler                                                                                |
| Friedrich-Wilhelm Stakejahn          |                                           | 9                    | JG 5, SG 4                                   |                                                                                                  |
| Otto Stammberger                     | Oberleutnant locotenent major             | 7                    | JG 26                                        |                                                                                                  |
| Hans Stechmann                       |                                           |                      |                                              |                                                                                                  |
| Günther Stedtfeld                    |                                           |                      |                                              |                                                                                                  |
| Karl Steffen*                        | OberFeldwebel Plutonier major             | 59                   | JG 52                                        | MIA 14 august 1943                                                                               |
| Hans-Joachim Steffens                | Leutnant Locotenent                       | 22                   | JG 51                                        |                                                                                                  |
| Leopold "Bazi" Steinbatz*            | Leutnant Locotenent                       | 99                   | JG 52                                        | Crucea de cavaler cu frunze de stejar și săbii KIA 23 iunie 1942                                 |
| Günter Steinhausen*                  | Leutnant Locotenent                       | 40                   | JG 27                                        | Crucea de cavaler KIA 6 septembrie 1942                                                          |
| Ulrich Steinhilper                   | Oberleutnant locotenent major             |                      | JG 52                                        |                                                                                                  |
| "Macky" Johannes Steinhoff           | Oberst Colonel                            | 176                  | JG 26, JG 52, JG 77                          | Crucea de cavaler cu frunze de stejar și săbii                                                   |
| Wilhelm Steinmann                    | Major Maior                               | 44                   | JG 27, JG 4, JV 44                           | Crucea de cavaler                                                                                |
| Heinrich Steis                       | Leutnant Locotenent                       | 21                   | JG 27                                        |                                                                                                  |
| Fritz Stendel                        |                                           |                      |                                              |                                                                                                  |
| Walter Stengel                       |                                           |                      |                                              |                                                                                                  |
| Horst Sternberg                      |                                           |                      |                                              |                                                                                                  |
| Heinrich Sterr*                      | Oberleutnant locotenent major             | 130                  | JG 54                                        | Crucea de cavaler KIA 26 noiembrie 1944                                                          |
| Franz Stigler                        | Oberleutnant locotenent major             | 45                   | JG 27, JV 44                                 |                                                                                                  |
| Bruno Stolle                         | Hauptmann Căpitan                         | 35                   | LG 1, JG 2, JG 11                            | Crucea de cavaler                                                                                |
| Hans Stolinberger                    |                                           |                      |                                              |                                                                                                  |
| Paul Stolte                          |                                           |                      |                                              |                                                                                                  |
| Paul-August Stolte                   |                                           |                      |                                              |                                                                                                  |
| "Max" Maximilian Stotz*              | Hauptmann Căpitan                         | 189                  | JG 54                                        | Crucea de cavaler cu frunze de stejar MIA 19 august 1943                                         |
| Friedrich-Wilhelm Strakeljahn*       | OberFeldwebel Plutonier major             | 9                    | JG 5, SG 4                                   | Crucea de cavaler KIA 6 iulie 1944                                                               |
| Hubert Strassl*                      | OberFeldwebel Plutonier major             | 67                   | JG 51                                        | Crucea de cavaler KIA 8 iulie 1943                                                               |
| Werner Streib                        | Oberst Colonel                            | 66                   | NJG 1                                        | Crucea de cavaler cu frunze de stejar și săbii                                                   |
| Hans Strelow*                        | Leutnant Locotenent                       | 68                   | JG 51                                        | Crucea de cavaler cu frunze de stejar KIA 22 mai 1942                                            |
| Fritz Stritzel                       | StabsFeldwebel Plutonier                  | 19                   | JG 2                                         |                                                                                                  |
| Karl Strohecker                      | OberFeldwebel Plutonier major             | 24                   | NJG 100                                      |                                                                                                  |
| Heinz Strüning*                      | Hauptmann Căpitan                         | 56                   | ZG 26, KG 30, NJG 2, NJG 1                   | Crucea de cavaler cu frunze de stejar KIA 25 decembrie 1944                                      |
| Franz Stuckler                       |                                           |                      |                                              |                                                                                                  |
| Werner Stumpf*                       | OberFeldwebel Plutonier major             | 47                   | JG 53                                        | Crucea de cavaler KIA 13 octombrie 1942                                                          |
| Gustav Sturm                         | Oberleutnant locotenent major             | 22                   | JG 27, JG 3, JG 51, EJG 2, JG 7              |                                                                                                  |
| Heinrich Sturm*                      | Hauptmann Căpitan                         | 157                  | JG 52                                        | Crucea de cavaler KIA 22 decembrie 1944                                                          |
| Alfred Surau                         | OberFeldwebel Plutonier major             | 46                   | JG 3                                         |                                                                                                  |
| Ernst Süß*                           | Oberleutnant locotenent major             | 68                   | JG 52                                        | Crucea de cavaler KIA 20 decembrie 1943                                                          |
| Paul Szameitat*                      | Hauptmann Căpitan                         | 29                   | NJG 3                                        | Crucea de cavaler KIA 2 ianuarie 1944                                                            |
| Willi Szuggar                        | OberFeldwebel Plutonier major             | 9 (+5 în Spania)     | JG 52, JG 26                                 |                                                                                                  |

### T
| Nume                | Rang                                      | Nr. victorii aeriene | Unitate               | Note                                                       |
| ------------------- | ----------------------------------------- | -------------------- | --------------------- | ---------------------------------------------------------- |
| Adolph Tabbat       | Feldwebel Plutonier                       | 6                    | JG 26                 |                                                            |
| Otto Tange*         | Oberleutnant locotenent major             | 68                   | JG 51                 | Crucea de cavaler KIA 30 iulie 1943                        |
| Kurt Tangermann     | Leutnant Locotenent                       | 46                   | JG 54                 |                                                            |
| Kurt Tanzer         | Leutnant Locotenent of the Reserves       | 143                  | JG 51                 | Crucea de cavaler                                          |
| Gabriel Tautscher   | Unteroffizier                             | 55                   | JG 51                 |                                                            |
| Fritz Tegtmeier     | Oberleutnant locotenent major             | 146                  | JG 54, JG 7           | Crucea de cavaler                                          |
| Hans Tetzner        |                                           |                      |                       |                                                            |
| Alfred Teumer*      | Oberleutnant locotenent major             | 76                   | JG 54, JG 7           | Crucea de cavaler KIFA 4 octombrie 1944                    |
| Edwin Thiel*        | Hauptmann Căpitan                         | 76                   | JG 52, JG 51          | Crucea de cavaler KIA 14 iulie 1944                        |
| Werner Thierfelder* | Hauptmann Căpitan                         | 27                   | ZG 26                 | Crucea de cavaler KIFA 18 iulie 1944                       |
| Wolfgang Thimmig    | Oberst ColonelLeutnant Locotenent colonel | 24                   | NJG 1, NJG 2, NJG 4   |                                                            |
| Gerhard Thyben      | Oberleutnant locotenent major             | 157                  | JG 3, JG 54           | Crucea de cavaler cu frunze de stejar                      |
| Ekkehard Tichy*     | Hauptmann Căpitan                         | 25                   | JG 53, JG 3           | Crucea de cavaler KIA 16 august 1944                       |
| Horst Tietzen*      | Hauptmann Căpitan                         | 27 (+7 în Spania)    | JG 51                 | Crucea de cavaler KIA 18 august 1940                       |
| Günther Tonne*      | Major Maior                               | 15                   | SKG 210, SKG 10, ZG 1 | Crucea de cavaler cu frunze de stejar KIA 15 iulie 1943    |
| Wolfgang Tonne*     | Hauptmann Căpitan                         | 122                  | JG 53                 | Crucea de cavaler cu frunze de stejar KIA 20 aprilie 1943  |
| Eduard Tratt*       | Major Maior                               | 38                   | ZG 1, ZG 26           | Crucea de cavaler cu frunze de stejar KIA 22 February 1944 |
| Hannes Trautloft    | Oberst Colonel                            | 57 (+4 în Spania)    | JG 51, JG 54          | Crucea de cavaler                                          |
| Rudolf Trenkel      | Hauptmann Căpitan                         | 138                  | JG 77, JG 52          | Crucea de cavaler                                          |

### U
| Nume                 | Rang                | Nr. victorii aeriene | Unitate     | Note                                                      |
| -------------------- | ------------------- | -------------------- | ----------- | --------------------------------------------------------- |
| Kurt "Kuddel" Ubben* | Major Maior         | 110                  | JG 77, JG 2 | Crucea de cavaler cu frunze de stejar KIA 27 aprilie 1944 |
| Hermann Ulbrich      | Feldwebel Plutonier | 33                   | JG 51       |                                                           |
| Horst Ulenberg       | Leutnant Locotenent | 17                   | JG 26       |                                                           |
| Willy Unger          | Leutnant Locotenent | 24                   | JG 3, JG 7  | Crucea de cavaler                                         |
| Robert Unzeitig      | Leutnant Locotenent | 10                   | JG 26       |                                                           |

### V
| Nume                | Rang                          | Nr. victorii aeriene | Unitate     | Note                                                         |
| ------------------- | ----------------------------- | -------------------- | ----------- | ------------------------------------------------------------ |
| Heinrich Vandeweerd | Oberfähnrich                  | 6                    | JG 26       |                                                              |
| Bernhard Vechtel    | Oberleutnant locotenent major | 108                  | JG 51       | Crucea de cavaler                                            |
| Helmut Viedebantt*  | Major Maior                   | 23                   | ZG 1, SG 10 | Crucea de cavaler KIA 1 mai 1945                             |
| Heinz Vinke*        | Oberleutnant locotenent major | 54                   | NJG 1       | Crucea de cavaler cu frunze de stejar KIA 26 February 1944   |
| Otto Vinzent        | Oberleutnant locotenent major | 45                   | JG 54       |                                                              |
| Ferdinand Vögl      | Hauptmann Căpitan             | 33                   | JG 27       |                                                              |
| Heinz-Gerhard Vogt* | Oberleutnant locotenent major | 48                   | JG 26       | Crucea de cavaler KIA 14 ianuarie 1945                       |
| Maximilian Volke*   | OberFeldwebel Plutonier major | 37                   | JG 77       | Remains of plane and pilot found in 2007 near Modena, Italy. |
| Hans Vollett        |                               |                      |             |                                                              |

### W
| Nume                         | Rang                                      | Nr. victorii aeriene | Unitate                                              | Note                                                              |
| ---------------------------- | ----------------------------------------- | -------------------- | ---------------------------------------------------- | ----------------------------------------------------------------- |
| Freidrich Wachowiak*         | Leutnant Locotenent                       | 86                   | JG 52, JG 3                                          | Crucea de cavaler KIA 16 iulie 1944                               |
| Edmund Wagner*               | OberFeldwebel Plutonier major             | 56                   | JG 51                                                | Crucea de cavaler KIA 13 noiembrie 1941                           |
| Rudolf Wagner*               | Leutnant Locotenent                       | 81                   | JG 51                                                | Crucea de cavaler MIA 11 decembrie 1943                           |
| Hans Waldmann*               | Oberleutnant locotenent major             | 134                  | JG 52, JG 3, JG 7                                    | Crucea de cavaler KIFA 18 martie 1945                             |
| Horst Walther                | Oberleutnant locotenent major             | 35                   | JG 51                                                |                                                                   |
| Siegfried Wandam             | Oberleutnant locotenent major             | 10                   | NJG 1                                                |                                                                   |
| Joachim Wandel*              | Hauptmann Căpitan                         | 75                   | JG 54                                                | Crucea de cavaler KIA 7 octombrie 1942                            |
| Karl-Heinz Weber*            | Hauptmann Căpitan                         | 136                  | JG 51, JG 1                                          | Crucea de cavaler cu frunze de stejar KIA 7 iunie 1944            |
| Heinrich Wefers              |                                           | 52                   | JG 52, JG 54                                         |                                                                   |
| Günther Wegmann              | Oberleutnant locotenent major             | 21                   | ZG 26, EKdo 262, JG 7                                |                                                                   |
| Alfred Wehmeyer*             | Oberleutnant locotenent major             | 18                   | ZG 26                                                | Crucea de cavaler KIA 1 iunie 1942                                |
| Herbert Wehnelt              |                                           |                      |                                                      |                                                                   |
| Gerhard Weigand              |                                           |                      |                                                      |                                                                   |
| Hans-Dieter Weihs            | Leutnant Locotenent                       | 8                    | JG 7                                                 |                                                                   |
| Hans Weik                    | Hauptmann Căpitan                         | 36                   | JG 3, EJGr Ost, EJG 2                                | Crucea de cavaler                                                 |
| Franz Weinhausen             |                                           |                      |                                                      |                                                                   |
| Dietrich Weinitschke         | Feldwebel Plutonier                       | 18                   | JG 5                                                 |                                                                   |
| Robert "Bazi" Weiss*         | Hauptmann Căpitan                         | 121                  | JG 54                                                | Crucea de cavaler cu frunze de stejar KIA 29 decembrie 1944       |
| Theodor "Theo" Weissenberger | Major Maior                               | 208                  | JG 5, JG 7                                           | Crucea de cavaler cu frunze de stejar                             |
| Ernst Weismann*              | Oberleutnant locotenent major             | 69                   | JG 51                                                | Crucea de cavaler MIA 13 august 1942                              |
| Kurt Welter                  | Oberleutnant locotenent major             | 63                   | JG 300, NJGr 10, NJG 11                              | Crucea de cavaler cu frunze de stejar                             |
| Hans-Gerd Wennekers          |                                           | 24                   |                                                      |                                                                   |
| Karl Wenschelmeyer           |                                           |                      |                                                      |                                                                   |
| Peter Werfft, Dr.            | Major Maior                               | 26                   | JG 27                                                | Crucea de cavaler                                                 |
| Heinz Wernicke*              | Leutnant Locotenent                       | 117                  | JG 54                                                | Crucea de cavaler KIFA 27 decembrie 1944                          |
| Ulrich Wernitz               | Leutnant Locotenent                       | 101                  | JG 54                                                | Crucea de cavaler                                                 |
| Franz von Werra*             | Hauptmann Căpitan                         | 21                   | JG 3, JG 53                                          | Crucea de cavaler KIFA 25 octombrie 1941                          |
| Otto Weßling*                | Oberleutnant locotenent major             | 83                   | JG 3                                                 | Crucea de cavaler cu frunze de stejar KIA 19 aprilie 1944         |
| Hans-Juergen Westphal        |                                           |                      |                                                      |                                                                   |
| Helmut Wettstein             |                                           |                      |                                                      |                                                                   |
| Walther Wever*               | Oberleutnant locotenent major             | 44                   | JG 51, JG 7                                          | Crucea de cavaler KIFA 10 aprilie 1945                            |
| Helmut Wick*                 | Major Maior                               | 56                   | JG 2                                                 | Crucea de cavaler cu frunze de stejar MIA 28 noiembrie 1940       |
| Heinfried Wiegand            |                                           |                      |                                                      |                                                                   |
| Johannes Wiese               | Major Maior                               | 133                  | JG 52, JG 77                                         | Crucea de cavaler cu frunze de stejar 12 in one mission           |
| Wolf-Dietrich Wilcke*        | Oberst Colonel                            | 162                  | JG 53, JG 3                                          | Crucea de cavaler cu frunze de stejar și săbii KIA 23 martie 1944 |
| Karl Willius*                | Oberleutnant locotenent major             | 50                   | JG 26                                                | Crucea de cavaler KIA 8 aprilie 1944                              |
| Maximilian Winkler           |                                           |                      |                                                      |                                                                   |
| Alexander von Winterfelt*    | Oberst ColonelLeutnant Locotenent colonel | 13                   | JG 2, JG 77                                          | Crucea de cavaler KIFA 16 mai 1942                                |
| Hermann Wischnewski          | Oberfähnrich                              | 28                   | JG 300                                               | Crucea de cavaler                                                 |
| Hans Witzel                  |                                           |                      |                                                      |                                                                   |
| Ulrich Wöhnert               | Leutnant Locotenent                       | 86                   | JG 54                                                | Crucea de cavaler                                                 |
| Heinrich Wohlers*            | Major Maior                               | 29                   | NJG 4, NJG 6                                         | Crucea de cavaler KIFA 15 martie 1944                             |
| Franz Woidich                | Oberleutnant locotenent major             | 110                  | JG 27, JG 52, JG 400                                 | Crucea de cavaler                                                 |
| Erich Woitke                 | Hauptmann Căpitan                         | 26 (+4 în Spania)    | J/88, JG 3, JG 52, JG 77, JG 27, JG 11, JG 300, JG 1 | German Cross in Gold                                              |
| Albin Wolf*                  | Oberleutnant locotenent major             | 144                  | JG 54                                                | Crucea de cavaler cu frunze de stejar KIA 22 aprilie 1944         |
| Hermann Wolf                 | Leutnant Locotenent                       | 57                   | JG 52, JG 11, JG 7                                   | Crucea de cavaler                                                 |
| Robert Wolf                  | Leutnant Locotenent                       | 21                   | NJG 5                                                |                                                                   |
| Walter Wolfrum               | Oberleutnant locotenent major             | 137                  | JG 52                                                | Crucea de cavaler                                                 |
| David Wollmann               |                                           |                      |                                                      |                                                                   |
| Helmut Woltersdorf*          | Oberleutnant locotenent major             | 19                   | NJG 1                                                | KIA 2 iunie 1942                                                  |
| Waldemar Wübke               | Hauptmann Căpitan                         | 16                   | JG 54, JG 101                                        |                                                                   |
| Karl Wünsch                  | Leutnant Locotenent                       | 25                   | JG 27                                                |                                                                   |
| Otto Würfel*                 | Leutnant Locotenent                       | 79                   | JG 51                                                | Crucea de cavaler MIA 23 February 1944                            |
| Josef "Sepp" Wurmheller*     | Major Maior                               | 102                  | JG 53, JG 2                                          | Crucea de cavaler cu frunze de stejar și săbii KIA 22 iunie 1944  |

### Z
| Nume                   | Rang                          | Nr. victorii aeriene | Unitate                      | Note                                                     |
| ---------------------- | ----------------------------- | -------------------- | ---------------------------- | -------------------------------------------------------- |
| Joachim Zeller         |                               | 7                    | JG 26                        |                                                          |
| Walter Zellot*         | Leutnant Locotenent           | 85                   | JG 53                        | Crucea de cavaler KIA 10 septembrie 1942                 |
| Oskar Zimmermann       | Leutnant Locotenent           | 34                   | JG 51, JG 3                  | Crucea de cavaler                                        |
| Füllbert Zink          | Hauptmann Căpitan             | 36                   | JG 26                        |                                                          |
| Josef Zirngibl         | OberFeldwebel Plutonier major | 9                    | JG 26                        |                                                          |
| Paul Zorner            | Major Maior                   | 59                   | NJG 2, NJG 3, NJG 100, NJG 5 | Crucea de cavaler cu frunze de stejar                    |
| Franz-Josef Zoufahl    | OberFeldwebel Plutonier major | 26                   | JG 51                        |                                                          |
| Eugen-Ludwig Zweigart* | Oberleutnant locotenent major | 69                   | JG 54                        | Crucea de cavaler KIA 12 ianuarie 1943                   |
| Josef Zwernemann*      | Hauptmann Căpitan             | 126                  | JG 52, JG 11                 | Crucea de cavaler cu frunze de stejar KIA 8 aprilie 1944 |
| Rudi Zwesken           | OberFeldwebel Plutonier major | 25                   | JG 52, JG 300                | Crucea de cavaler                                        |